# Список глав Доминиканской Республики
В списке представлены главы государства Доминиканской Республики со времени провозглашения независимости от испанской монархии восточной части острова Эспаньола в 1821 году (). Годом позже страна была присоединена к Республике Гаити и вновь обрела независимость в 1844 году, когда была провозглашена Доминиканская Республика (исп. República Dominicana), в последующей истории которой выделяют периоды Первой республики, от сецессии от Гаити в 1844 году до аннексии Испанией в 1861 году (), Второй республики, от восстановления независимости в 1865 году () до американской оккупации в 1916 году (), Третьей республики, от прекращения оккупационного режима в 1922 году до начала гражданской войны в 1965 году () и современный период после восстановления конституционного порядка в 1966 году, получивший называние Четвёртой республики ().
Согласно действующей конституции, принятой в 2002 году, государство является президентской республикой. Президент Доминиканской Республики (исп. Presidente de la República Dominicana) избирается всеобщим голосованием на четырёхлетний срок (при необходимости проводится второй тур с участием двух кандидатов с лучшими результатами, полученными в первом туре), с правом однократного переизбрания. В случае смерти, увольнения или отставки президента его пост замещается вице-президентом, а при вакансии обоих постов исполнительная власть может назначить руководящее лицо с временными полномочиями либо передать ответственность за правительство законодательной власти.
В случае, когда персона получила повторные полномочия последовательно за первоначальными, раздельно отражается каждый такой период (например, последовательные сроки полномочий президента Хоакина Балагера в 1966—1978 годы). Также отражён различный характер полномочий (например, единый срок нахождения во главе государства Карлоса Фелипе Моралеса в 1903—1906 годах разделён на периоды, когда он был главой революционного временного правительства и президентом республики). В столбце «Выборы» отражены состоявшиеся выборные процедуры или иные основания получения полномочий. Использованная в первых столбцах таблиц нумерация является условной, также условным является использование в первых столбцах этих таблиц цветовой заливки, служащей для упрощения восприятия принадлежности лиц к различным политическим силам без необходимости обращения к столбцу, отражающему партийную принадлежность. Наряду с партийной принадлежностью, в столбце «Партия» также отражён внепартийный (независимый) статус персоналий или их принадлежность к армии, если вооружённые силы играли самостоятельную политическую роль. Для удобства список разделён на принятые в доминиканской историографии периоды истории страны. Приведённые в преамбулах к каждому из разделов описания этих периодов призваны пояснить особенности политической жизни страны.

## Независимое Государство Испанское Гаити (1821—1822)

Флаг Исп. Гаити

Основателем и президентом первого государства в восточной части острова Гаити стал Хосе Нуньес де Касерес, провозгласивший 1 декабря 1821 года независимость от испанской короны генерал-капитанства Санто-Доминго как Независимого Государства Испанского Гаити (исп. Estado Independiente de Haití Español) и обратившийся к президенту Республики Колумбии Симону Боливару с просьбой о включении освобождённой страны в её состав.
Однако вскоре пожизненный президент занимавшей западную часть острова Республики Гаити Жан-Пьер Буайе оккупировал и 9 февраля 1822 года аннексировал его восточную часть. Политическая интеграция, сопряжённая с коренным изменением социальных, религиозных и экономических доминант, продолжалась более 20 лет, в течение которых была проведена основанная на запрете землевладения белым населением масштабная экспроприация земель, введена военная служба, ограничено использование испанского языка, конфисковано имущество католической церкви и депортированы священнослужители, не порвавшие связей с Ватиканом, закрыт за отсутствием преподавателей и студентов старейший в Новом Свете Университет Санто-Доминго.
|        | Портрет | Имя (годы жизни)                                                               | Полномочия     | Полномочия     | Должность                                                                                        | Пр.               |
| Начало | Портрет | Имя (годы жизни)                                                               | Окончание      |                | Должность                                                                                        | Пр.               |
| ------ | ------- | ------------------------------------------------------------------------------ | -------------- | -------------- | ------------------------------------------------------------------------------------------------ | ----------------- |
| 1      |         | Хосе Нуньес де Касерес-и-Альбор (1772—1846) исп. José Núñez de Cáceres y Albor | 1 декабря 1821 | 9 февраля 1822 | политический губернатор и президент государства исп. Gobernador político y Presidente del Estado | [ 3 ] [ 8 ] [ 9 ] |

## Первая республика (1844—1861)

Флаг (1844—1849)

Восстановлению независимости восточной части острова способствовало восстание против диктатуры Жан-Пьера Буайе, вспыхнувшее в 1843 году в Республике Гаити, вынудившее его уйти в отставку 14 марта 1843 года. В условиях начавшейся правительственной чехарды существовавшее с 1838 года на востоке тайное общество Тринитария (исп. La Trinitaria, названо по числу его основателей: Хуана Пабло Дуарте, Рамона Матиаса Мельи и Франсиско дель Росарио Санчеса) подняло вооружённое восстание. Актом, провозгласившим независимость восточной части острова и раскрывающим причины её отделения от Гаити, стал распространённый 16 января 1844 года Манифест независимости, написанный Томасом Бобадильей, который после провозглашения 27 февраля 1844 года Доминиканской Республики (исп. República Dominicana) и до принятия её конституции стал документом, определяющим основы государственности нации.
28 февраля 1844 года была образована Временная правительственная хунта (исп. Junta Gubernativa Provisional) во главе с Франсиско дель Росарио Санчесом. 1 марта 1844 года автор январского манифеста Бобадилья стал первым президентом Центральной правительственной хунты (исп. Junta Central Gubernativa). На протяжении двенадцати лет Гаити не оставляло попыток восстановить свой контроль на востоке острова, первым этапом войны за независимость стало отражение вторжения гаитян весной 1844 года, остановленное победами доминиканцев под общим командованием генерала Педро Сантаны в сражениях при Асуа 19 марта 1844 года и при при Сантьяго 30 марта 1844 года, в морском сражении при Тортугеро 15 апреля 1844 года. Борьба среди членов хунты, видевших различно будущее страны, привела к смещению 5 июня 1844 года сторонника французского протектората Бобадильи, однако выступавшие за независимость Хосе Мария Каминьеро и Франсиско дель Росарио Санчес вскоре были вынуждены уступить генералу Сантане, вошедшему в столицу во главе войск и добившемуся 13 июля 1844 года своего провозглашения верховным главой (исп. Jefe Supremo), но через три дня сформировавшему хунту без объявленных предателями видных «тринитарианцев».
В соответствии с изданным 24 июля 1844 года декретом Сантаны были избраны депутаты Суверенного конституционного конгресса (исп. Congreso Constituyente Soberano), собравшиеся 21 сентября 1844 года в Сан-Кристобале, утвердившие 6 ноября 1844 года первую конституцию и избравшие Сантану президентом республики (исп. Presidente de la República) на четырёхлетний срок (с возможностью исполнения последующего равного срока без проведения голосования). В мае 1845 году Гаити предприняло новое вторжение, прекращённое после одержанных доминиканцами побед в сражениях при Эстрельете 17 сентября 1845 года и при Бельере 27 октября 1845 года.

Флаг (1849—1861)

Досрочная отставка Сантаны 4 августа 1848 года, причиной которой были названы проблемы со здоровьем, означала по конституции передачу верховной власти до проведения выборов коллегиальному Совету государственных секретарей (исп. Consejo de Secretarios de Estado). Избранный 8 сентября 1848 года президентом Мануэль Хименес не смог организовать оборону от вновь вторгшихся в марте 1849 года гаитян, что вынудило конгресс призвать к командованию Сантану, после его победы в ключевом сражении при Лас-Каррерасе 21 апреля 1849 года предоставив ему 30 мая 1845 года полномочия верховного главы республики (исп. Jefe Supremo de la República). Он смог обеспечить проведение новых выборов и передал полномочия победившему на них Буэнавентуре Баэсу, инициировавшему переговоры с США о принятии республики под их протекторат, а в 1853 году сам одержал победу и вновь стал президентом. Продолжая переговоры с США, Сантана заключил ряд соглашений с Испанией, вновь проявившей интерес к бывшей колонии, опасаясь роста американского влияния в генерал-капитанствах Пуэрто-Рико и Куба. Под влиянием дипломатических и экономических проблем Сантана подал в отставку 26 мая 1856 года, передав власть избранному с ним вице-президенту Мануэлю де Регле Моте (первому на этом посту).
Новые выборы принесли победу Баэсу, вступившему на пост 8 октября 1856 года, но проведённая его правительством «табачная афера» (скупка урожая табака за счёт необеспеченной денежной эмиссии для продажи на международном рынке с аккумуляцией валютных поступлений вне бюджета) привела к более чем 1000-кратной инфляции и разрушению табачной отрасли, что послужило толчком для создания в северном регионе Сибао альтернативного правительства. Собравшиеся в Сантьяго-де-лос-Трейнта-Кабальеросе влиятельные гражданские, военные и церковные деятели объявили о создании 22 июля 1857 года временного правительства (исп. gobierno provisional) во главе с Хосе Десидерио Вальверде, который заручился военной поддержкой Сантаны, и заявили о смещении Баэса. Усилия Вальверде были сосредоточены на улучшении денежной системы и реорганизации государственного управления, для чего созванная ассамблея приняла 1 марта 1858 года новую конституцию, избрав его президентом. В то же время Сантана, заблокировав Баэса в столице, вынудил его 12 июня 1858 года сложить полномочия, но выступил противником либеральных реформ Вальверде и 27 июля 1858 года объявил себя по суверенной воле народа ответственным за восстановление власти конституции и законов (исп. Por la soberana voluntad del pueblo, encargado de restaurar el imperio de la Constitución y las leyes), добившись 28 августа 1858 года отставки Вальверде, изгнанного в США, и восстановив авторитарную конституцию 1854 года. 31 января 1859 года Сантана вновь был избран президентом, после чего на фоне гражданской войны в США, сделавшей невозможным их следование доктрине Монро о недопустимости европейского участия в делах Нового Света, провёл успешные переговоры с Испанией, подписав 18 марта 1861 года договор об аннексии ею страны, став губернатором восстановленного испанского генерал-капитанства Санто-Доминго.
Курсивом и серым цветом выделены даты начала и окончания полномочий лиц, возглавлявших альтернативные правительства.
|            | Портрет         | Имя (годы жизни) | Полномочия       | Полномочия | Должность | Пр.                  |
| Начало     | Портрет         | Имя (годы жизни) | Окончание        | | Должность | Пр.                  |
| ---------- | --------------- | --- | ---------------- | --- | --- | -------------------- |
| 2 (I)      |                 | Франсиско дель Росарио Санчес (1817—1861) исп. Francisco del Rosario Sánchez | 28 февраля 1844  | 1 марта 1844 | президент Временной правительственной хунты исп. Presidente de la Junta Gubernativa Provisional                                                                                                   | [ 31 ] [ 32 ] [ 33 ] |
| 3          |                 | Томас Бобадилья-и-Брионес (1785—1871) исп. Tomás Bobadilla y Briones | 1 марта 1844     | 5 июня 1844 | президент Центральной правительственной хунты исп. Presidente de la Junta Central Gubernativa | [ 15 ] [ 34 ] [ 35 ] |
| 4          |                 | Хосе Мария Каминьеро Феррер (1782—1852) исп. José María Caminero Ferrer | 5 июня 1844      | 9 июня 1844 | президент Центральной правительственной хунты исп. Presidente de la Junta Central Gubernativa | [ 30 ]               |
| 2 (II)     |                 | Франсиско дель Росарио Санчес (1817—1861) исп. Francisco del Rosario Sánchez | 9 июня 1844      | 13 июля 1844 | президент Центральной правительственной хунты исп. Presidente de la Junta Central Gubernativa | [ 31 ] [ 32 ] [ 33 ] |
| 5 (I—III)  |                 | Педро Сантана-и-Фамильяс (1801—1864) исп. Pedro Santana y Familias | 13 июля 1844     | 16 июля 1844 | верховный глава исп. Jefe Supremo | [ 36 ] [ 37 ] [ 38 ] |
| 5 (I—III)  | 16 июля 1844    | Педро Сантана-и-Фамильяс (1801—1864) исп. Pedro Santana y Familias | 13 ноября 1844   | президент Центральной правительственной хунты и верховный глава исп. Presidente de la Junta Central Gubernativa y Jefe Supremo       | | [ 36 ] [ 37 ] [ 38 ] |
| 5 (I—III)  | 13 ноября 1844  | Педро Сантана-и-Фамильяс (1801—1864) исп. Pedro Santana y Familias | 4 августа 1848   | президент республики исп. Presidente de la República                                                                                 | | [ 36 ] [ 37 ] [ 38 ] |
| —          |                 | Совет государственных секретарей в составе: Феликс Мерсенарио Монтаньо (1789—1861) исп. Félix Mercenario Montaño Доминго де ла Роча Ангуло (1797—1883) исп. Domingo de la Rocha Angulo Хосе Мария Каминьеро Феррер (1782—1852) исп. José María Caminero Ferrer Мануэль Хосе Хименес Гонсалес (1808—1854) исп. Manuel José Jimenes González | 4 августа 1848   | 8 сентября 1848 | Совет государственных секретарей, временно отвечающих за исполнительную власть исп. Consejo de Secretarios de Estado, encargado provisionalmente del Poder Ejecutivo                              | [ 21 ]               |
| 6          |                 | Мануэль Хосе Хименес Гонсалес (1808—1854) исп. Manuel José Jimenes González | 8 сентября 1848  | 29 мая 1849 | президент республики исп. Presidente de la República | [ 39 ] [ 40 ]        |
| 5 (IV)     |                 | Педро Сантана-и-Фамильяс (1801—1864) исп. Pedro Santana y Familias | 29 мая 1849      | 23 сентября 1849 | верховный глава республики исп. Jefe Supremo de la República | [ 36 ] [ 37 ] [ 38 ] |
| 8 (I)      |                 | Рамон Буэнавентура Баэс Мендес (1812—1884) исп. Ramón Buenaventura Báez Méndez | 24 сентября 1849 | 15 февраля 1853 | президент республики исп. Presidente de la República | [ 41 ] [ 42 ] [ 43 ] |
| 5 (V)      |                 | Педро Сантана-и-Фамильяс (1801—1864) исп. Pedro Santana y Familias | 15 февраля 1853  | 26 мая 1856 | президент республики исп. Presidente de la República | [ 36 ] [ 37 ] [ 38 ] |
| 9          |                 | Мануэль де Регла Мота-и-Альварес де Фуэнтес (1795—1864) исп. Manuel de Regla Mota y Álvarez de Fuentes | 26 мая 1856      | 8 октября 1856 | президент республики исп. Presidente de la República | [ 27 ] [ 44 ]        |
| 8 (II)     |                 | Рамон Буэнавентура Баэс Мендес (1812—1884) исп. Ramón Buenaventura Báez Méndez | 8 октября 1856   | 12 июня 1858 | президент республики исп. Presidente de la República | [ 41 ] [ 42 ] [ 43 ] |
| —          |                 | Хосе Десидерио Вальверде Перес (1822—1903) исп. José Desiderio Valverde Pérez | 22 июля 1857     | 1 марта 1858 | глава временного правительства (в Сантьяго-де-лос-Трейнта-Кабальерос) исп. Jefe del Gobierno Provisional (en Santiago de los Treinta Caballeros)                                                  | [ 45 ] [ 46 ]        |
| —          | 1 марта 1858    | Хосе Десидерио Вальверде Перес (1822—1903) исп. José Desiderio Valverde Pérez | 12 июня 1858     | президент республики (в Сантьяго-де-лос-Трейнта-Кабальеросе) исп. Presidente de la República (en Santiago de los Treinta Caballeros) | | [ 45 ] [ 46 ]        |
| 10         | 12 июня 1858    | Хосе Десидерио Вальверде Перес (1822—1903) исп. José Desiderio Valverde Pérez | 28 августа 1858  | президент республики исп. Presidente de la República                                                                                 | | [ 45 ] [ 46 ]        |
| —          |                 | Педро Сантана-и-Фамильяс (1801—1864) исп. Pedro Santana y Familias | 27 июля 1858     | 28 августа 1858 | по суверенной воле народа ответственный за восстановление власти конституции и законов исп. Por la soberana voluntad del pueblo, encargado de restaurar el imperio de la Constitución y las leyes | [ 36 ] [ 37 ] [ 38 ] |
| 5 (VI—VII) | 28 августа 1858 | Педро Сантана-и-Фамильяс (1801—1864) исп. Pedro Santana y Familias | 31 января 1859   | | по суверенной воле народа ответственный за восстановление власти конституции и законов исп. Por la soberana voluntad del pueblo, encargado de restaurar el imperio de la Constitución y las leyes | [ 36 ] [ 37 ] [ 38 ] |
| 5 (VI—VII) | 31 января 1859  | Педро Сантана-и-Фамильяс (1801—1864) исп. Pedro Santana y Familias | 18 марта 1861    | президент республики исп. Presidente de la República                                                                                 | | [ 36 ] [ 37 ] [ 38 ] |

## Начало второй республики (1863—1879)

Флаг (1865—1916)

Осуществлённая по инициативе Педро Сантаны аннексия Доминиканской Республики Испанией, восстановившей генерал-капитанство Санто-Доминго, вызвало ответное движение за восстановление независимости республики, объединившее националистов, антимонархистов и антиклерикалов (число которых возросло ввиду жёстких действий прибывшего архиепископа по искоренению сложившейся из-за отсутствия священников и изолированности поселений практике существования семей без церковного венчания, с признанием детей в таких браках незаконнорождёнными). Экономической основой движения стала реакция на введение повышенных тарифов на товары неиспанского происхождения и на попытку установления табачной монополии; выселение гаитянцев из приграничных районов обеспечило поддержку повстанцам со стороны правительства Гаити. Первые акты вооружённого сопротивления, названного «войной за восстановление» (исп. Guerra de la Restauración), произошли в феврале 1863 года. 16 августа 1863 года состоялся ночной штурм повстанцами, среди руководителей которых выделялся Гаспар Поланко, пользующийся авторитетом как участник войны за независимость, центра северного региона Сибао города Сантьяго-де-лос-Трейнта-Кабальерос (вошедший в пантеон национальных праздников как «День восстановления»). Освобождённый город стал центром, в котором 14 сентября 1863 года было учреждено временное правительство во главе с Хосе Антонио Сальседо, в течение года установившее контроль над большей частью страны. Однако предпринятая 24 августа 1864 года попытка провозглашения Сальседо президентом без одобрения военных лидеров привела к его аресту 10 октября 1864 года, попытке выдворения в Гаити (которое отказало в приёме политика) и расстрелу. После ареста Сальседо правительство возглавил главнокомандующий сил восстания генерал Поланко, 23 января 1865 года он был смещён триумвиратом военачальников по обвинению в установлении авторитарной власти.

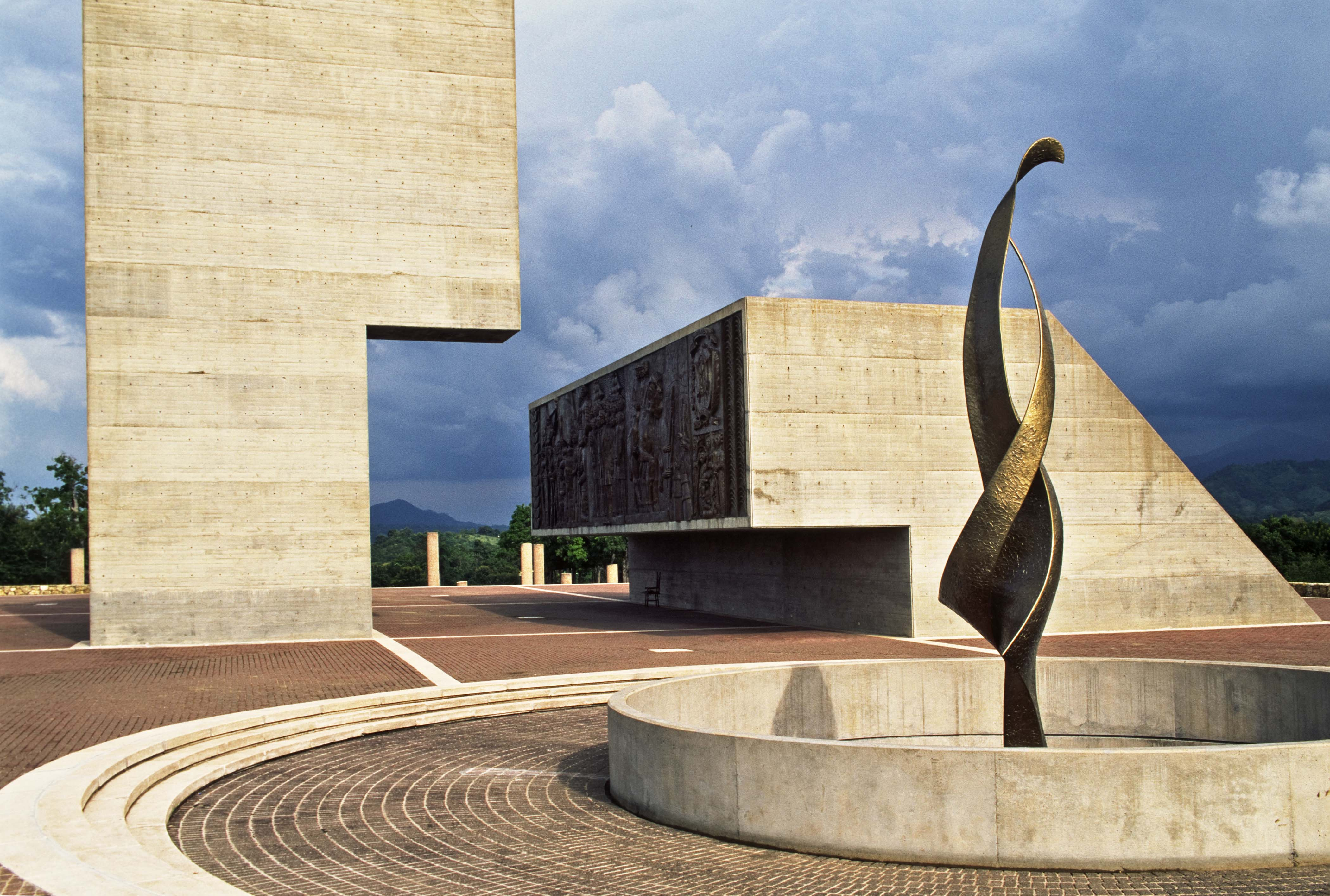
Монумент в память Войны за восстановление

Днём позже была создана Верховная правительственная хунта (исп. Junta Superior Gubernativa) во главе с Бенигно Филомено де Рохасом, который 27 февраля 1865 годы был избран президентом собравшегося в Моке Суверенного национального конвента (исп. Soberana Convención Nacional), принявшего новую конституцию и избравшего президентом республики Педро Антонио Пиментеля. 1 мая 1865 года королева Испании Исабель II отменила указ о принятии Санто-Доминго под свою корону, 11 июля 1865 года остров покинула назначенная ею администрация. Пиментель подал в отставку 4 августа 1865 года, получив информацию о провозглашении Конгрессом Хосе Марии Кабраля протектором (защитником) республики (исп. Protector de la República) с более широкими полномочиями. Установив 17 августа 1865 года запрет на смертную казнь или изгнание доминиканцев с национальной территории Кабраль после избрания президентом находящегося на Кюрасао Буэнавентуры Баэса передал временные полномочия Педро Гильермо и отправился за Баэсом, выполнив миссию его возвращения 8 декабря 1865 года. Восстановление по инициативе Баэса авторитарной конституции 1854 года вызвало протест либеральных сил, осуществивших в мае 1866 года военный переворот, — созданный по инициативе вернувшегося из изгнания Грегорио Луперона 1 февраля 1866 года Триумвират республики (исп. Triunvirato de la República) вынудил Баэнса укрыться 28 мая 1866 года во французском консульстве (на следующий день вместо него заявление о передаче полномочий триумвирам было подписано государственными секретарями).
Триумвират был распущен 22 августа 1866 года, назначив Хосе Марию Кабраля, предшественника Баэса на президентском посту, главой государственной службы и исполнительной власти (исп. Jefe de la Administración Pública y Encargado del Poder Ejecutivo). Одержав победу на первых всеобщих прямых выборах Кабраль стал 29 сентября 1866 года президентом, через год оказавшись вовлечённым в противостояние со сторонниками Баэса, создавшими 22 декабря 1867 года Центральную правительственную хунту (исп. Junta Central Gubernativa) во главе с Хосе Антонио Унгрией. 31 января 1868 года Кабраль покинул осаждённый Санто-Доминго, где командующий осаждавших войск Мануэль Касерес создал временную администрацию. После прибытия в столицу Унгрии 31 января 1868 года им был создан триумвират руководителей революционного движения (исп. Jefes del movimiento revolucionario), восстановивший 2 мая 1868 года Баэса на посту президента. Подписанный в этот период президентом США Улиссом Грантом и Буэнсой договор об американской аннексии республики не был ратифицирован Сенатом США. Объединившиеся противники Буэнсы создали в Сан-Фелипе-де-Пуэрто-Плате 27 ноября 1873 года революционное правительство во главе с Игнасио Марией Гонсалесом, и ко 2 января 1877 года установили контроль над всей территорий страны, добившись капитуляции сил сторонников президента. С 21 января до 6 апреля 1874 года управление страной осуществлялось диумвиратом Гонсалеса с Мануэлем Касересом, которые приняли участие в выборах, принёсших победу Гонсалесу, ставшему президентом страны. Он смог подавить поднятое Касересом восстание, приняв экстраординарные полномочия верховного доверенного лица нации (исп. Encargado Supremo de la Nación) 10 сентября 1874 года, но вернулся к президентским полномочиям 12 апреля 1875 года после принятия новой конституции. Однако новые восстания противников вынудили его подать в отставку 23 февраля 1876 года, передав власть Совету государственных секретарей. На прошедших в марте 1876 года выборах победу одержал Улисес Эспаильят, создавший 29 апреля 1876 года «кабинет апостолов» (исп. Gabinete de los Apóstoles), называемый так за следование высочайшим требованиям демократии и компетентности. Эспаильят был свергнут 5 октября 1876 года в результате переворота, совершённого Верховной правительственной хунтой, костяк которой составили входившие в кабинет Гонсалеса государственные секретари, 11 ноября 1876 года провозгласившие его верховным главой нации (исп. Jefe Supremo de la Nación).
Выступившие против Гонсалеса сторонники Баэса добились 9 декабря 1876 года его отставки, создав временную правительственную хунту во главе с Маркосом Кабралем, который 27 декабря 1876 года объявил приходившегося ему тестем Баэса временным президентом (после принятия новой конституции 21 марта 1877 года — президентом). Покинуть пост, оставить политическую деятельность и выехать в Пуэрто-Рико Баэса вынудило восстание, провозгласившее 1 марта 1878 года в Сантьяго-де-лос-Трейнта-Кабальеросе создание Временного правительства Национального движения (исп. Gobierno Provisional del Movimiento Nacional) во главе с Гонсалесом. Передача Баэсом 2 марта 1878 года полномочий государственным секретарям позволила его сторонникам 5 марта 1878 года создать временное правительство во главе с Сесарео Гильермо, однако Гонсалес (распустивший 13 апреля 1878 года своё правительство) добился проведения в июне 1878 года конституционной реформ и одержал победу на последовавших выборах, став 6 июля 1878 года вновь президентом. Арест ряда противников позволил заявить о нарушении Гонсалесом условий политического соглашения и свернуть его 2 сентября 1878 года; пришедшие к власти верховные руководители революционного движения (исп. Jefes Superiores del Movimiento revolucionario) 6 сентября 1878 года предоставили президенту Верховного суда (исп. presidente de la Suprema Corte de Justicia) Хасинто де Кастро установленное конституционное право сформировать временное правительство. После отказа Кастро заниматься выборами и его отставки 30 сентября 1878 года полномочия перешли к Совету государственных секретарей, включавшему Гильермо, который был признан президентом в результате выборов, ставших безальтернативными ввиду убийства его единственного соперника Мануэля Касереса. Грегорио Луперон (военный и морской министр в кабинете свергнутого в 1876 году Улисеса Эспаильята) воспользовался взаимным ослаблением сторонников Гильермо и Гонсалеса и создал 7 октября 1879 года в Сан-Фелипе-де-Пуэрто-Плате правительство Синей партии, добившись 6 декабря 1879 года отставки Гильермо
Курсивом и серым цветом выделены даты начала и окончания полномочий лиц, временно замещающих главу государства, либо лиц, возглавлявших альтернативные правительства.
|             | Портрет          | Имя (годы жизни) | Полномочия       | Полномочия       | Партия         | Выборы | Должность | Пр.                  |
| Начало      | Портрет          | Имя (годы жизни) | Окончание        |                  | Партия         | Выборы | Должность | Пр.                  |
| ----------- | ---------------- | --- | ---------------- | ---------------- | -------------- | --- | --- | -------------------- |
| 11 (I—II)   |                  | Хосе Антонио Сальседо-и-Рамирес (1816—1864) исп. José Antonio Salcedo y Ramírez | 14 сентября 1863 | 24 августа 1864  | независимый    | [ комм. 24 ] | президент временного правительства исп. Presidente del Gobierno Provisional | [ 59 ] [ 60 ] [ 61 ] |
| 11 (I—II)   | 24 августа 1864  | Хосе Антонио Сальседо-и-Рамирес (1816—1864) исп. José Antonio Salcedo y Ramírez | 10 октября 1864  | [ комм. 26 ]     | независимый    | президент правительства республики исп. Presidente del Gobierno de la República                                                                                        | | [ 59 ] [ 60 ] [ 61 ] |
| 12          |                  | Гаспар Поланко-и-Борбон (1816—1867) исп. Gaspar Polanco y Borbón | 10 октября 1864  | 23 января 1865   | независимый    | [ комм. 28 ] | президент временного правительства исп. Presidente del Gobierno Provisional | [ 62 ] [ 63 ] [ 64 ] |
| —           |                  | триумвират в составе: Педро Антонио Пиментель-и-Чаморро (1830—1874) исп. Pedro Antonio Pimentel y Chamorro Бенито Монсион Дуран (1826—1898) исп. Benito Monción Durán Федерико де Хесус Гарсия-и-де ла Крус (1835—1873) исп. Federico de Jesús García y de la Cruz | 23 января 1865   | 24 января 1865   | военные        | [ комм. 29 ] | генералы, экспедиционные начальники, временно призванные волей народа и армии к исполнительной власти исп. Generales, Jefes expedicionarios, encargados interinamente por la voluntad del Pueblo y del Ejército, del Poder Ejecutivo                                           | [ 50 ]               |
| 13 (I—II)   |                  | Бенигно Филомено де Рохас Рамос (1811—1865) исп. Benigno Filomeno de Rojas Ramos | 24 января 1865   | 27 февраля 1865  | независимый    | [ комм. 30 ] | президент Верховной правительственной хунты исп. Presidente de la Junta Superior Gubernativa | [ 65 ] [ 66 ] [ 67 ] |
| 13 (I—II)   | 27 февраля 1865  | Бенигно Филомено де Рохас Рамос (1811—1865) исп. Benigno Filomeno de Rojas Ramos | 25 марта 1865    | [ комм. 31 ]     | независимый    | президент Суверенного национального конвента исп. Presidente de la Soberana Convención Nacional                                                                        | | [ 65 ] [ 66 ] [ 67 ] |
| 14          |                  | Педро Антонио Пиментель-и-Чаморро (1830—1874) исп. Pedro Antonio Pimentel y Chamorro | 25 марта 1865    | 4 августа 1865   | Синяя партия   | [ комм. 33 ] | президент республики и ответственный за исполнительную власть исп. Presidente de la República y Encargado del Poder Ejecutivo | [ 68 ] [ 69 ] [ 70 ] |
| 15 (I)      |                  | Хосе Мария Кабраль-и-Луна (1816—1899) исп. José María Cabral y Luna | 4 августа 1865   | 15 ноября 1865   | Синяя партия   | [ комм. 34 ] | протектор республики исп. Protector de la República | [ 71 ] [ 72 ] [ 73 ] |
| и. о.       |                  | Педро Гильермо-и-Гуэрреро (1814—1867) исп. Pedro Guillermo y Guerrero | 15 ноября 1865   | 8 декабря 1865   | Красная партия | [ комм. 35 ] | временно отвечающий за исполнительную власть исп. Encargado provisionalmente del Poder Ejecutivo | [ 74 ] [ 75 ] [ 76 ] |
| 8 (III)     |                  | Рамон Буэнавентура Баэс Мендес (1812—1884) исп. Ramón Buenaventura Báez Méndez | 8 декабря 1865   | 29 мая 1866      | Красная партия | [ комм. 37 ] | президент республики исп. Presidente de la República | [ 41 ] [ 42 ] [ 43 ] |
| —           |                  | триумвират в составе: Грегорио Луперон (1839—1897) исп. Gregorio Luperón Педро Антонио Пиментель-и-Чаморро (1830—1874) исп. Pedro Antonio Pimentel y Chamorro Федерико де Хесус Гарсия-и-де ла Крус (1835—1873) исп. Federico de Jesús García y de la Cruz | 1 мая 1866       | 29 мая 1866      | военные        | [ комм. 39 ] | Триумвират республики исп. Triunvirato de la República | [ 50 ]               |
| —           | 29 мая 1866      | триумвират в составе: Грегорио Луперон (1839—1897) исп. Gregorio Luperón Педро Антонио Пиментель-и-Чаморро (1830—1874) исп. Pedro Antonio Pimentel y Chamorro Федерико де Хесус Гарсия-и-де ла Крус (1835—1873) исп. Federico de Jesús García y de la Cruz | 22 августа 1866  | [ комм. 17 ]     | военные        | | Триумвират республики исп. Triunvirato de la República | [ 50 ]               |
| 15 (II—III) |                  | Хосе Мария Кабраль-и-Луна (1816—1899) исп. José María Cabral y Luna | 22 августа 1866  | 29 сентября 1866 | Синяя партия   | [ комм. 40 ] | глава государственной службы и исполнительной власти исп. Jefe de la Administración Pública y Encargado del Poder Ejecutivo) | [ 71 ] [ 72 ] [ 73 ] |
| 15 (II—III) | 29 сентября 1866 | Хосе Мария Кабраль-и-Луна (1816—1899) исп. José María Cabral y Luna | 31 января 1868   | 1866             | Синяя партия   | президент республики исп. Presidente de la República | | [ 71 ] [ 72 ] [ 73 ] |
| —           |                  | Хосе Антонио Унгрия (1819—1872) исп. José Antonio Hungría | 22 декабря 1867  | 13 февраля 1868  | военные        | [ комм. 42 ] | президент Центральной правительственной хунты исп. Presidente de la Junta Central Gubernativa | [ 50 ]               |
| и. о.       |                  | Мануэль Альтаграсия Касерес-и-Фернандес (1838—1878) исп. Manuel Altagracia Cáceres y Fernández | 31 января 1868   | 13 февраля 1868  | военные        | [ комм. 44 ] | командующий осаждающих сил исп. Jefe superior de las fuerzas sitiadoras | [ 57 ] [ 77 ] [ 78 ] |
| —           |                  | триумвират в составе: Хосе Антонио Унгрия (1819—1872) исп. José Antonio Hungría Франсиско Антонио Гомес-и-Баэс (1819—1883) исп. Francisco Antonio Gómez y Baez Хосе Рамон Лусиано-и-Франко (1822—1890) исп. José Ramón Luciano y Franco | 13 февраля 1868  | 2 мая 1868       | военные        | [ комм. 45 ] | руководители революционного движения, должным образом уполномоченные волей армий и ответственные за исполнительную власть исп. Jefes del movimiento revolucionario, debidamente autorizados por la voluntad de los ejércitos y encargados del Poder Ejecutivo                  | [ 50 ]               |
| 8 (IV)      |                  | Рамон Буэнавентура Баэс Мендес (1812—1884) исп. Ramón Buenaventura Báez Méndez | 2 мая 1868       | 2 января 1874    | Красная партия | [ комм. 47 ] | президент республики исп. Presidente de la República | [ 41 ] [ 42 ] [ 43 ] |
| —           |                  | Игнасио Мария Гонсалес-и-Сантин (1838—1915) исп. Ignacio María González y Santín | 27 ноября 1873   | 2 января 1874    | Зелёная партия | [ комм. 49 ] | верховный глава революции (в Сан-Фелипе-де-Пуэрто-Плате) исп. Jefe Supremo de la revolución (en San Felipe de Puerto Plata) | [ 79 ] [ 80 ] [ 81 ] |
| 16 (I)      | 2 января 1874    | Игнасио Мария Гонсалес-и-Сантин (1838—1915) исп. Ignacio María González y Santín | 21 января 1874   | [ комм. 17 ]     | Зелёная партия | верховный глава республики исп. Jefe Supremo de la República | | [ 79 ] [ 80 ] [ 81 ] |
| —           | 21 января 1874   | Игнасио Мария Гонсалес-и-Сантин (1838—1915) исп. Ignacio María González y Santín | 6 апреля 1874    | военные          | [ комм. 50 ]   | генералы, отвечающие за верховную власть нации исп. Generales Encargados del Poder Supremo de la Nación                                                                | | [ 79 ] [ 80 ] [ 81 ] |
| —           | 21 января 1874   | | 6 апреля 1874    | военные          | [ комм. 50 ]   | генералы, отвечающие за верховную власть нации исп. Generales Encargados del Poder Supremo de la Nación                                                                | Мануэль Альтаграсия Касерес-и-Фернандес (1838—1878) исп. Manuel Altagracia Cáceres y Fernández | [ 57 ] [ 77 ] [ 78 ] |
| 16 (II—IV)  |                  | Игнасио Мария Гонсалес-и-Сантин (1838—1915) исп. Ignacio María González y Santín | 6 апреля 1874    | 10 сентября 1874 | Зелёная партия | 1874 | президент республики исп. Presidente de la República | [ 79 ] [ 80 ] [ 81 ] |
| 16 (II—IV)  | 10 сентября 1874 | Игнасио Мария Гонсалес-и-Сантин (1838—1915) исп. Ignacio María González y Santín | 12 апреля 1875   | [ комм. 51 ]     | Зелёная партия | президент республики и верховное доверенное лицо нации по воле народов исп. Presidente de la República y encargado Supremo de la Nación por la voluntad de los Pueblos | | [ 79 ] [ 80 ] [ 81 ] |
| 16 (II—IV)  | 12 апреля 1875   | Игнасио Мария Гонсалес-и-Сантин (1838—1915) исп. Ignacio María González y Santín | 23 февраля 1876  | [ комм. 53 ]     | Зелёная партия | президент республики исп. Presidente de la República | | [ 79 ] [ 80 ] [ 81 ] |
| —           |                  | Совет государственных секретарей в составе: Педро Томас Горридо Матос (1827—1895) исп. Pedro Tomás Garrido Matos Хосе де Хесус Эдуардо де Кастро Альварес (?—?) исп. José de Jesús Eduardo de Castro Álvarez Хуан Батиста Зафра-и-Миранда (1840—1886) исп. Juan Bautista Zafra y Miranda Педро Пабло де Бонилья-и-Корреа-Крусадо (1807—1881?) исп. Pedro Pablo de Bonilla y Correa-Cruzado Пабло Лопес Вильянуэва (?—1902) исп. Pablo López Villanueva (до 7 марта 1876 года) Хасинто Пейнадо-и-Техон (1826—1897) исп. Jacinto Peynado y Tejón (с 7 марта 1876 года) | 23 февраля 1876  | 29 апреля 1876   | независимые    | [ комм. 54 ] | Совет государственных секретарей, отвечающих за исполнительную власть исп. Consejo de Secretarios de Estado, encargado del Poder Ejecutivo | [ 50 ]               |
| 17          |                  | Улисес Франсиско Эспаильят-и-Киньонес (1823—1878) исп. Ulises Francisco Espaillat y Quiñones | 29 апреля 1876   | 5 октября 1876   | Синяя партия   | 1876 | президент республики исп. Presidente de la República | [ 82 ] [ 83 ] [ 84 ] |
| —           |                  | Верховная правительственная хунта в составе: Педро Томас Горридо Матос (1827—1895) исп. Pedro Tomás Garrido Matos Хосе де Хесус Эдуардо де Кастро Альварес (?—?) исп. José de Jesús Eduardo de Castro Álvarez Хуан Батиста Зафра-и-Миранда (1840—1886) исп. Juan Bautista Zafra y Miranda Хосе Каминеро Матиас (?—1892) исп. José Caminero Matías Хосе Родригес Урданета (?—?) исп. Fidel Rodríguez Urdaneta Хуан Эстебан Ариса Матос (1820—1882) исп. Juan Esteban Ariza Matos                                                                                      | 5 октября 1876   | 11 ноября 1876   | независимые    | [ комм. 56 ] | Верховная правительственная хунта исп. Junta Superior Gubernativa | [ 50 ]               |
| 16 (V)      |                  | Игнасио Мария Гонсалес-и-Сантин (1838—1915) исп. Ignacio María González y Santín | 11 ноября 1876   | 9 декабря 1876   | Зелёная партия | [ комм. 58 ] | президент республики и верховный глава нации по воле народов исп. Presidente de la República y Jefe Supremo de la Nación por la voluntad de los pueblos | [ 79 ] [ 80 ] [ 81 ] |
| 18          |                  | Маркос Эсекиэль Антонио Кабраль Фигередо (1842—1903) исп. Marcos Ezequiel Antonio Cabral Figueredo | 9 декабря 1876   | 26 декабря 1876  | независимый    | [ комм. 59 ] | по единодушной воле народа и армии президент Временной правительственной хунты исп. Por la unánime voluntad del pueblo y del ejército, Presidente de la Junta Provisional de Gobierno                                                                                          | [ 58 ]               |
| 8 (V—VI)    |                  | Рамон Буэнавентура Баэс Мендес (1812—1884) исп. Ramón Buenaventura Báez Méndez | 27 декабря 1876  | 21 марта 1877    | Красная партия | [ комм. 60 ] | временный президент республики исп. Presidente provisional de la República | [ 41 ] [ 42 ] [ 43 ] |
| 8 (V—VI)    | 21 марта 1877    | Рамон Буэнавентура Баэс Мендес (1812—1884) исп. Ramón Buenaventura Báez Méndez | 2 марта 1878     | [ комм. 16 ]     | Красная партия | президент республики исп. Presidente de la República | | [ 41 ] [ 42 ] [ 43 ] |
| —           |                  | Игнасио Мария Гонсалес-и-Сантин (1838—1915) исп. Ignacio María González y Santín | 1 марта 1878     | 13 апреля 1878   | Зелёная партия | [ комм. 62 ] | президент Временного правительства Национального движения (в Сантьяго-де-лос-Трейнта-Кабальеросе) исп. Presidente de la Gobierno Provisional del Movimiento Nacional (en Santiago de los Treinta Caballeros)                                                                   | [ 79 ] [ 80 ] [ 81 ] |
| —           |                  | Совет государственных секретарей в составе: Хосе Мария Кабраль-и-Луна (1816—1899) исп. José María Cabral y Luna Хоакин Антонио Монтолио Моралес (1821—1911) исп. Joaquín Antonio Montolío Morales | 2 марта 1878     | 5 марта 1878     | независимые    | [ комм. 63 ] | Совет государственных секретарей, отвечающих за исполнительную власть исп. Consejo de Secretarios de Estado, encargado del Poder Ejecutivo | [ 58 ]               |
| 19 (I)      |                  | Сесарео Гильермо-и-Бастардо (1847—1885) исп. Cesáreo Guillermo y Bastardo | 5 марта 1878     | 6 июля 1878      | Красная партия | [ комм. 64 ] | по воле народов Востока и Юга президент Временного правительства исп. Por la voluntad de los pueblos del Este y Sud, Presidente del Gobierno Provisional | [ 85 ] [ 86 ]        |
| 16 (VI)     |                  | Игнасио Мария Гонсалес-и-Сантин (1838—1915) исп. Ignacio María González y Santín | 6 июля 1878      | 2 сентября 1878  | Зелёная партия | 1878 | президент республики исп. Presidente de la República | [ 79 ] [ 80 ] [ 81 ] |
| —           |                  | диумвират в составе: Сесарео Гильермо-и-Бастардо (1847—1885) исп. Cesáreo Guillermo y Bastardo Улисес Иларион Эро Леберт (1845—1899) исп. Ulises Hilarión Heureaux Lebert | 2 сентября 1878  | 6 сентября 1878  | военные        | [ комм. 67 ] | верховные руководители революционного движения исп. Jefes Superiores del Movimiento revolucionario | [ 58 ]               |
| и. о.       |                  | Хасинто дель Росарио де Кастро (1811—1896) исп. Jacinto del Rosario de Castro | 6 сентября 1878  | 30 сентября 1878 | независимый    | [ комм. 69 ] | президент Верховного суда и, согласно статье 61 конституции государства, исполняющий обязанности президента республики исп. Presidente de la Suprema Corte de Justicia y, en virtud del artículo 61 de la Constitucion del Estado, encargado de la presidencia de la República | [ 87 ]               |
| —           |                  | Совет государственных секретарей в составе: Сесарео Гильермо-и-Бастардо (1847—1885) исп. Cesáreo Guillermo y Bastardo Алехандро Ангуло Гуриди (1823—1906) исп. Alejandro Angulo Guridi Педро Рамон Мария Аристи Диас (1811—1896) исп. Pedro Ramón María Aristy Díaz | 30 сентября 1878 | 27 февраля 1879  | независимый    | [ комм. 70 ] | Совет государственных секретарей, отвечающих за исполнительную власть исп. Consejo de Secretarios de Estado, encargado del Poder Ejecutivo | [ 58 ]               |
| 19 (II)     |                  | Сесарео Гильермо-и-Бастардо (1847—1885) исп. Cesáreo Guillermo y Bastardo | 27 февраля 1879  | 6 декабря 1879   | Красная партия | 1879 | президент республики исп. Presidente de la República | [ 85 ] [ 86 ]        |
| —           |                  | Грегорио Луперон (1839—1897) исп. Gregorio Luperón | 7 октября 1879   | 6 декабря 1879   | Синяя партия   | [ комм. 72 ] | президент временного правительства республики исп. Presidente del Gobierno Provisorio de la República | [ 53 ] [ 88 ] [ 89 ] |
| 20          | 6 декабря 1879   | Грегорио Луперон (1839—1897) исп. Gregorio Luperón | 1 сентября 1880  | [ комм. 74 ]     | Синяя партия   | | президент временного правительства республики исп. Presidente del Gobierno Provisorio de la República | [ 53 ] [ 88 ] [ 89 ] |

## Завершение второй республики (1879—1916)

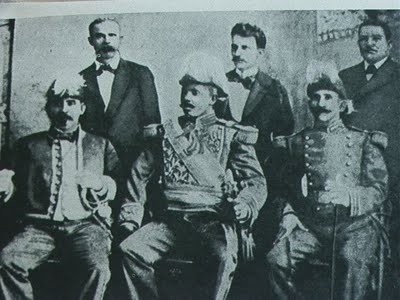
Уисес Эро с членами своего правительства (1893 г.)

После установления контроля созданного Грегорио Лупероном в Сан-Фелипе-де-Пуэрто-Плате правительства Синей партии над всей территорией страны на протяжении двух десятилетий её сторонники доминировали в политической жизни Доминиканской Республики, сначала осуществляя сменяемость глав государства в соответствии с принятой в 1880 году конституцией каждые два года, а после снятия запрета на переизбрание — с установлением авторитарного режима Уисеса Эро. Президент Эро, при котором государственный долг 15-кратно превысил годовой бюджет страны, был убит в результате заговора 26 июля 1899 года.

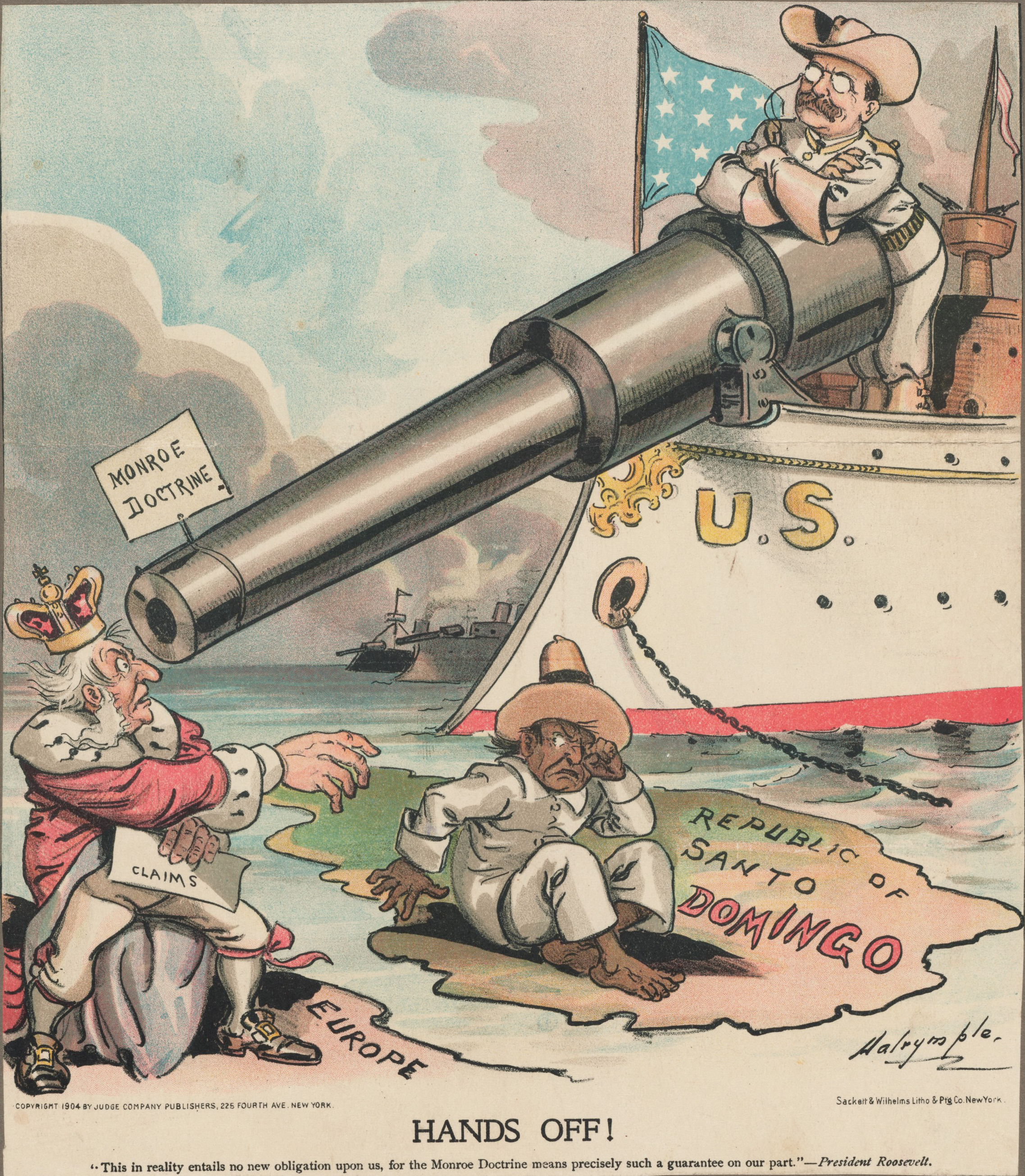
Применение доктрины Монро для защиты Доминиканской Республики от европейцев

Вступивший на пост в качестве вице-президента Венсеслао Фигерео столкнулся с восстанием, поднятым 1 августа 1899 года лидером Красной партии Орасио Васкесом, создавшим в Сантьяго-де-лос-Трейнта-Кабальеросе временное правительство, и подал в отставку, передав полномочия Совету государственных секретарей, которые в тот же день уступили их Революционной правительственной народной хунте (исп. Junta Popular Gubernativa Revolucionaria), работавшей до прибытия Васкеса в столицу 4 сентября 1899 года. Несмотря на идеологические разногласия Васкес согласился на проведение выборов в форме плебисцита, одобрившего его избрание вице-президентом в паре с лидером противостоящей диктатуре Эро фракции Синей партии Хуаном Исидро Хименесом, ставшим президентом республики. После перерастания разногласий в открытый конфликт Васкес низложил Хименеса, объявив себя 2 мая 1902 года главой временного правительства. 23 апреля 1903 года он был вынужден покинуть пост и выехать в США в результате восстания, поднятого Алехандро Восс-и-Хилем с целью предотвращения американской интервенции. Несмотря на победу на выборах, Восс не смог противостоять политикам, провозгласившим при поддержке США 24 октября 1903 года создание Революционного временного правительства (исп. Gobierno Provisional Revolucionario) во главе с Карлосом Фелипе Моралесом, который добился отставки и изгнания Восса 24 ноября 1903 года, а затем стал президентом, победив на новых выборах, где выступив оппонентом Хименеса, сторонники которого не признали электоральных итогов и в течение полугода вели вооружённую борьбу, подавленную правительством, позже предоставившим оппонентам должности в провинциальном управлении. С целью снижения накопленного государственного долга, ставшего причиной направления к республике нескольких европейских эскадр, Моралес предоставил США контроль над ключевой таможней в Сан-Фелипе-де-Пуэрто-Плата, а в феврале 1905 года согласился с передачей назначенным США агентам управления финансами, включая сбор таможенных пошлин и погашение полученными средствами обязательств страны перед зарубежными кредиторами. Дистанцировавшийся от Моралеса и проявляющий враждебность вице-президент Рамон Касерес создал атмосферу враждебности и преследования, вынудив президента 25 декабря 1905 года покинуть столицу и скрываться, пока он на одном из переходов не сломал ногу. Касерес согласился с отъездом Моралеса из страны в обмен на отставку, заявленную в конгрессе 12 января 1906 года, и стал его официальным преемником. В 1907 году Касерес подписал «долговую конвенцию», расширяющую возможности для американского вмешательства, инициировал принятие новой конституции, используя это для своего переизбрания; 19 ноября 1911 года он был застрелен, попав в засаду во время автомобильной поездки.
По предложению возглавившего страну Совета государственных секретарей конгресс отказался от избрания на пост президента одного из лидеров враждующих политических групп (Хименеса или Васкеса), передав 6 декабря 1911 года временные полномочия сенатору Эладио Виктории, дяде командующего армией Альфредо Виктории, что не смогло предотвратить гражданскую войну, названную «войной кикисов» (исп. Guerra de los Quiquises, от его прозвища исп. Quiquis). Он победил на проведённых в этих условиях выборах и вступил 27 февраля 1912 года на пост президента, но позже заявил, что ограничит мандат завершением истекающей в 1914 году каденцией убитого Касереса. Администрация президента США Уильяма Тафта, сочтя военные действия следствием личных амбиций, прекратила свою помощь и сократила долю передаваемых правительству таможенных доходов до 45 % (минимальный размер, предусмотренный «долговой конвенцией» 1907 года), пригрозив направить эти средства мятежникам, если Виктория не уйдёт в отставку. При американском посредничестве исполняющим обязанности президента республики был назначен архиепископ Санто Доминго Адольфо Алехандро Нуэль. Не сумев организовать общенациональные выборы, Ноэль подал в отставку, после чего конгресс 13 апреля 1913 года назначил исполнять президентские обязанности Хосе Бордаса Вальдеса, не связанного с участниками вооружённого конфликта, однако 30 марта 1914 года в городе Консепсион-де-ла-Вега поднял мятеж генерал Дезидерио Ариас.
Состоявшиеся 15 июня 1914 года выборы были организованы менее чем в половине провинций страны, объявление победителем Вальдеса не было признано оппонентами, начавшими обстрел портов, остановленный силами флота США, высадившими в июле свой контингент и выступившими посредником в подписании соглашения о прекращении огня 6 августа 1914 года. По этой договорённости Вальдес 27 августа 1914 года покинул пост, временным президентом стал Рамон Баэс. Прошедшие в октябре выборы при поддержке Ариаса выиграл Хименес, принёсший присягу 5 декабря 1914 года. В январе 1915 года государственный секретарь США Уильям Брайан предъявил Хименесу пакет требований, включавших передачу сбора внутренних налогов находящемуся под американским контролем генеральному таможенному управлению, назначение гражданина США контролёром внутренних расходов и ответственным за составление бюджета, роспуск доминиканской армии с созданием гвардии под командованием офицера США. Занимавший пост военного и морского министра (исп. Ministro de Guerra y Marina) Ариас, выступивший против, был обвинён в государственной измене и отстранён от должности с увольнением его последователей, начавших антипрезидентскую кампанию. Сменивший Брайана госсекретарь Роберт Лансинг заявил, что США поддержат Хименеса при условии его официального обращения за помощью к американским войскам. Не получив ответа 4 мая 1916 года США начали высадку морской пехоты под предлогом защиты своего посольства и иностранцев, собравшихся в посольстве Гаити. Перед фактом начала интервенции 7 мая 1916 года Хименес подал в отставку, принявшие полномочия члены его правительства не препятствовали оккупации страны, как и назначенный конгрессом на пост временного президента Франсиско Энрикес-и-Карвахаль, который не получил американского признания. 29 ноября 1916 года ему было официально заявлено об установлении оккупационного режима и назначении американского военного губернатора.
Курсивом и серым цветом выделены даты начала и окончания полномочий лиц, временно замещающих главу государства, либо лиц, возглавлявших альтернативные правительства.
|             | Портрет         | Имя (годы жизни) | Полномочия             | Полномочия             | Партия         | Выборы                                               | Должность | Пр.                     |
| Начало      | Портрет         | Имя (годы жизни) | Окончание              |                        | Партия         | Выборы                                               | Должность | Пр.                     |
| ----------- | --------------- | --- | ---------------------- | ---------------------- | -------------- | ---------------------------------------------------- | --- | ----------------------- |
| 21          |                 | Фернандо Антонио Артуро де Мериньо-и-Рамирес (1833—1906) исп. Fernando Antonio Arturo de Meriño y Ramírez | 1 сентября 1880        | 1 сентября 1882        | Синяя партия   | 1880                                                 | президент республики исп. Presidente de la República                                                                                       | [ 102 ] [ 103 ] [ 104 ] |
| 21 (I)      |                 | Улисес Иларион Эро Леберт (1845—1899) исп. Ulises Hilarión Heureaux Lebert | 1 сентября 1882        | 1 сентября 1884        | Синяя партия   | 1882                                                 | президент республики исп. Presidente de la República                                                                                       | [ 105 ] [ 106 ] [ 107 ] |
| 22          |                 | Франсиско Грегорио Бильини-и-Аристи (1844—1898) исп. Francisco Gregorio Billini y Aristi | 1 сентября 1884        | 16 мая 1885            | Синяя партия   | 1884                                                 | президент республики исп. Presidente de la República                                                                                       | [ 108 ] [ 109 ] [ 110 ] |
| 23 (I)      |                 | Алехандро Восс-и-Хиль (1856—1932) исп. Alejandro Woss y Gil урожд. Алехандро Восс Линарес исп. Alejandro Woss Linares | 16 мая 1885            | 6 января 1887          | Синяя партия   | [ комм. 77 ]                                         | президент республики исп. Presidente de la República                                                                                       | [ 111 ] [ 112 ] [ 113 ] |
| 21 (II—V)   |                 | Улисес Иларион Эро Леберт (1845—1899) исп. Ulises Hilarión Heureaux Lebert | 6 января 1887          | 27 февраля 1889        | Синяя партия   | 1886                                                 | президент республики исп. Presidente de la República                                                                                       | [ 105 ] [ 106 ] [ 107 ] |
| 21 (II—V)   | 27 февраля 1889 | Улисес Иларион Эро Леберт (1845—1899) исп. Ulises Hilarión Heureaux Lebert | 27 февраля 1893        | 1889                   | Синяя партия   |                                                      | президент республики исп. Presidente de la República                                                                                       | [ 105 ] [ 106 ] [ 107 ] |
| 21 (II—V)   | 27 февраля 1893 | Улисес Иларион Эро Леберт (1845—1899) исп. Ulises Hilarión Heureaux Lebert | 27 февраля 1897        | 1893                   | Синяя партия   |                                                      | президент республики исп. Presidente de la República                                                                                       | [ 105 ] [ 106 ] [ 107 ] |
| 21 (II—V)   | 27 февраля 1897 | Улисес Иларион Эро Леберт (1845—1899) исп. Ulises Hilarión Heureaux Lebert | 26 июля 1899           | 1897                   | Синяя партия   |                                                      | президент республики исп. Presidente de la República                                                                                       | [ 105 ] [ 106 ] [ 107 ] |
| и. о.       |                 | Мануэль Мария де ла Консепсьон Гаутьер (1830—1897) исп. Manuel María de la Concepción Gautier | 27 марта 1889          | 30 апреля 1889         | Синяя партия   | [ комм. 79 ]                                         | вице-президент республики, исполняющий обязанности президента исп. Vicepresidente de la República en ejercicio de la Presidencia           | [ 58 ]                  |
| 24          |                 | Хуан Венсеслао Фигерео Касо (1834—1910) исп. Juan Wenceslao Figuereo Casó | 26 июля 1899           | 30 августа 1899        | Синяя партия   | [ комм. 81 ]                                         | президент республики исп. Presidente de la República                                                                                       | [ 114 ] [ 115 ]         |
| —           |                 | Совет государственных секретарей в составе: Томас Деметрио Моралес Берналь (1848—1904) исп. Tomás Demetrio Morales Bernal Аристидес Патиньо Вальдес (1856—1928) исп. Aristides Patiño Valdés Энрике Энрикес-и-Альфау (1859—1940) исп. Enrique Henríquez y Alfau Хайме Родольфо Видаль Кастильо (?—?) исп. Jaime Rodolfo Vidal Castillo Браулио Альварес-и-дель Кастильо (1842—1921) исп. Braulio Álvarez y del Castillo | 31 августа 1899 (часы) | 31 августа 1899 (часы) | независимые    | [ комм. 83 ]                                         | Совет государственных секретарей, отвечающих за исполнительную власть исп. Consejo de Secretarios de Estado, encargado del Poder Ejecutivo | [ 58 ]                  |
| —           |                 | Революционная правительственная народная хунта в составе: Мариано Антонио де лас Мерседес Сестеро Айбар (1838—1909) исп. Mariano Antonio de las Mercedes Cestero Aybar Альваро Артуро Логроньо Коэн (1855—1915) исп. Álvaro Arturo Logroño Cohen Аристидес Патиньо Вальдес (1856—1928) исп. Aristides Patiño Valdés Педро Мария Мехия-и-Котес (1844—1916) исп. Pedro María Mejía y Cotes | 31 августа 1899        | 4 сентября 1899        | независимые    | [ комм. 85 ]                                         | Революционная правительственная народная хунта исп. Junta Popular Gubernativa Revolucionaria                                               | [ 58 ]                  |
| —           |                 | Фелипе Орасио Васкес Лахара (1860—1936) исп. Felipe Horacio Vásquez Lajara | 1 августа 1899         | 4 сентября 1899        | Красная партия | [ комм. 86 ]                                         | президент временного правительства исп. Presidente del Gobierno Provisional                                                                | [ 116 ] [ 117 ] [ 118 ] |
| 25 (I)      | 4 сентября 1899 | Фелипе Орасио Васкес Лахара (1860—1936) исп. Felipe Horacio Vásquez Lajara | 15 ноября 1899         | [ комм. 87 ]           | Красная партия |                                                      | президент временного правительства исп. Presidente del Gobierno Provisional                                                                | [ 116 ] [ 117 ] [ 118 ] |
| 26 (I)      |                 | Хуан Исидро Хименес-и-Перейра (1846—1919) исп. Juan Isidro Jimenes y Pereyra | 15 ноября 1899         | 2 мая 1902             | Синяя партия   | 1899                                                 | президент республики исп. Presidente de la República                                                                                       | [ 119 ] [ 120 ] [ 121 ] |
| 25 (II)     |                 | Фелипе Орасио Васкес Лахара (1860—1936) исп. Felipe Horacio Vásquez Lajara | 2 мая 1902             | 23 апреля 1903         | Красная партия | [ комм. 90 ]                                         | президент временного правительства исп. Presidente del Gobierno Provisional                                                                | [ 116 ] [ 117 ] [ 118 ] |
| —           |                 | Алехандро Восс-и-Хиль (1856—1932) исп. Alejandro Woss y Gil урожд. Алехандро Восс Линарес исп. Alejandro Woss Linares | 23 марта 1903          | 23 апреля 1903         | Синяя партия   | [ комм. 91 ]                                         | президент временного правительства исп. Presidente del Gobierno Provisional                                                                | [ 111 ] [ 112 ] [ 113 ] |
| 23 (II—III) | 23 апреля 1903  | Алехандро Восс-и-Хиль (1856—1932) исп. Alejandro Woss y Gil урожд. Алехандро Восс Линарес исп. Alejandro Woss Linares | 1 августа 1903         | [ комм. 92 ]           | Синяя партия   |                                                      | президент временного правительства исп. Presidente del Gobierno Provisional                                                                | [ 111 ] [ 112 ] [ 113 ] |
| 23 (II—III) | 1 августа 1903  | Алехандро Восс-и-Хиль (1856—1932) исп. Alejandro Woss y Gil урожд. Алехандро Восс Линарес исп. Alejandro Woss Linares | 24 ноября 1903         | 1903                   | Синяя партия   | президент республики исп. Presidente de la República | | [ 111 ] [ 112 ] [ 113 ] |
| —           |                 | Карлос Фелипе Моралес Лангуаско (1867—1914) исп. Carlos Felipe Morales Languasco | 24 октября 1903        | 24 ноября 1903         | Красная партия | [ комм. 93 ]                                         | президент революционного временного правительства исп. Presidente del Gobierno Provisional Revolucionario                                  | [ 93 ] [ 122 ] [ 123 ]  |
| 27 (I—II)   | 24 ноября 1903  | Карлос Фелипе Моралес Лангуаско (1867—1914) исп. Carlos Felipe Morales Languasco | 19 апреля 1904         | [ комм. 94 ]           | Красная партия |                                                      | президент революционного временного правительства исп. Presidente del Gobierno Provisional Revolucionario                                  | [ 93 ] [ 122 ] [ 123 ]  |
| 27 (I—II)   | 19 апреля 1904  | Карлос Фелипе Моралес Лангуаско (1867—1914) исп. Carlos Felipe Morales Languasco | 12 января 1906         | 1904                   | Красная партия | президент республики исп. Presidente de la República | | [ 93 ] [ 122 ] [ 123 ]  |
| —           |                 | Совет государственных секретарей в составе: Мануэль Ламарче Гарсия (1852—1915) исп. Manuel Lamarche García Хуан Непомусено Публио Сципион Эмилиано Техера Пенсон (1841—1923) исп. Juan Nepomuceno Publio Scipión Emiliano Tejera Penson Андрес Хулио Монтолио Москосо (1821—1911) исп. Andrés Julio Montolío Moscoso Франсиско Леонте Васкес Лахара (1856—1923) исп. Francisco Leonte Vásquez Lajara Эладио Абдом Виктория-и-Виктория (1864—1939) исп. Eladio Abdom Victoria y Victoria Федерико Веласкес-и-Эрнандес (1867—1934) исп. Federico Velásquez y Hernández | 25 декабря 1905        | 29 декабря 1905        | независимые    | [ комм. 96 ]                                         | Совет государственных секретарей, отвечающих за исполнительную власть исп. Consejo de Secretarios de Estado, encargado del Poder Ejecutivo | [ 58 ]                  |
| и. о.       |                 | Рамон Артуро Касерес Васкес (1866—1911) исп. Ramón Arturo Cáceres Vásquez | 29 декабря 1905        | 12 января 1906         | Красная партия | [ комм. 97 ]                                         | вице-президент республики, исполняющий обязанности президента исп. Vicepresidente de la República en ejercicio de la Presidencia           | [ 95 ] [ 124 ] [ 125 ]  |
| 28 (I—II)   | 12 января 1906  | Рамон Артуро Касерес Васкес (1866—1911) исп. Ramón Arturo Cáceres Vásquez | 1 июля 1908            | [ комм. 98 ]           | Красная партия | президент республики исп. Presidente de la República | | [ 95 ] [ 124 ] [ 125 ]  |
| 28 (I—II)   | 1 июля 1908     | Рамон Артуро Касерес Васкес (1866—1911) исп. Ramón Arturo Cáceres Vásquez | 19 ноября 1911         | 1908                   | Красная партия | президент республики исп. Presidente de la República | | [ 95 ] [ 124 ] [ 125 ]  |
| —           |                 | Совет государственных секретарей в составе: Мигель Антонио Роман Родригес (1834—1920) исп. Miguel Antonio Román Rodríguez Хосе Мария Кабраль-и-Баэс (1864—1937) исп. José María Cabral y Báez Мануэль де Хесус Мария Ульпиано Тронкосо ле ла Конча (1878—1955) исп. Manuel de Jesús María Ulpiano Troncoso de la Concha Федерико Веласкес-и-Эрнандес (1867—1934) исп. Federico Velásquez y Hernández Мануэль Ламарче Гарсия (1852—1915) исп. Manuel Lamarche García Рафаэль Диас (?—?) исп. Rafael Díaz Эмилио Техера Бонетти (1880—1968) исп. Emilio Tejera Bonetti | 19 ноября 1911         | 6 декабря 1911         | независимые    | [ комм. 100 ]                                        | Совет государственных секретарей, отвечающих за исполнительную власть исп. Consejo de Secretarios de Estado, encargado del Poder Ejecutivo | [ 58 ]                  |
| 29 (I—II)   |                 | Эладио Абдом Виктория-и-Виктория (1864—1939) исп. Eladio Abdom Victoria y Victoria | 6 декабря 1911         | 27 февраля 1912        | Красная партия | [ комм. 101 ]                                        | временный президент республики исп. Presidente Provisional de la República                                                                 | [ 96 ] [ 126 ]          |
| 29 (I—II)   | 27 февраля 1912 | Эладио Абдом Виктория-и-Виктория (1864—1939) исп. Eladio Abdom Victoria y Victoria | 30 ноября 1912         | 1912                   | Красная партия | президент республики исп. Presidente de la República | | [ 96 ] [ 126 ]          |
| и. о.       |                 | Адольфо Алехандро Нуэль-и-Бободилья (1864—1939) исп. Adolfo Alejandro Nouel y Bobadilla | 1 декабря 1912         | 13 апреля 1913         | независимый    | [ комм. 104 ]                                        | исполняющий обязанности президента республики исп. Presidente interino de la República                                                     | [ 97 ] [ 127 ] [ 128 ]  |
| и. о.       |                 | Хосе Бордас Вальдес (1874—1968) исп. José Bordas Valdez | 14 апреля 1913         | 15 июня 1914           | независимый    | [ комм. 105 ]                                        | исполняющий обязанности президента республики исп. Presidente interino de la República                                                     | [ 129 ] [ 130 ] [ 131 ] |
| 30          | 15 июня 1914    | Хосе Бордас Вальдес (1874—1968) исп. José Bordas Valdez | 27 августа 1914        | 1914, июнь             | независимый    | президент республики исп. Presidente de la República | | [ 129 ] [ 130 ] [ 131 ] |
| 31          |                 | Рамон Баэс Мачадо (1858—1929) исп. Ramón Báez Machado | 28 августа 1914        | 5 декабря 1914         | независимый    | [ комм. 107 ]                                        | временный президент республики исп. Presidente Provisional de la República                                                                 | [ 132 ] [ 133 ] [ 134 ] |
| 26 (II)     |                 | Хуан Исидро Хименес-и-Перейра (1846—1919) исп. Juan Isidro Jimenes y Pereyra | 5 декабря 1914         | 7 мая 1916             | Синяя партия   | 1914, октябрь                                        | президент республики исп. Presidente de la República                                                                                       | [ 119 ] [ 120 ] [ 121 ] |
| —           |                 | Совет государственных секретарей в составе: Хайме Мота Видаль (1860—?) исп. Jaime Mota Vidal Бернардо Хосе Артуро Пичардо-и-Патин (1877—1924) исп. Bernardo José Arturo Pichardo y Patín Хосе Мануэль Хименес Домингес (?—1947) исп. José Manuel Jimenes Domínguez (до ?) Федерико Веласкес-и-Эрнандес (1867—1934) исп. Federico Velásquez y Hernández (с ?) | 7 мая 1916             | 31 июля 1916           | независимые    | [ комм. 109 ]                                        | Совет государственных секретарей, отвечающих за исполнительную власть исп. Consejo de Secretarios de Estado, encargado del Poder Ejecutivo | [ 58 ]                  |
| 32          |                 | Франсиско Иларио Энрикес-и-Карвахаль (1859—1935) исп. Francisco Hilario Henríquez y Carvajal | 31 июля 1916           | 29 ноября 1916         | Синяя партия   | [ комм. 111 ]                                        | временный президент республики исп. Presidente Provisional de la República                                                                 | [ 135 ] [ 136 ] [ 137 ] |

## Третья республика (1922—1965)

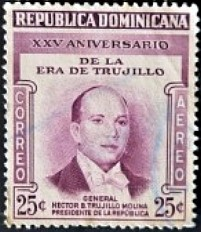
Почтовая марка, посвящённая XXV годовщине Эры Трухильо (1955 г.)

План о возвращении суверенитета Доминиканской Республике и прекращения длящейся с 1916 года её военной оккупации был согласован 30 июня 1922 года государственным секретарём США Чарльзом Хьюзом (действующим согласно предвыборной программе президента Уоррена Гардинга, включавшей прекращение военного вмешательства в странах карибского региона) и действующим по поручению доминиканских политических партий адвокатом Франсиско Пейнадо, подписанный в окончательной форме 23 сентября 1922 года и получивший название плана Хьюза-Пейнадо. Документ предусматривал назначение президента для организации национальных выборов (им 21 октября 1922 года стал Хуан Баутиста Висини Бургос), признание правовых актов, совершённых оккупационным военным правительством в пользу третьих лиц, признание займов, полученных в годы оккупации, и таможенных тарифов, благоприятствующих американским товарам; вывод войск США предполагался после выборов.
Для участия в предвыборной борьбе был сформирован Прогрессивный национальный альянс (исп. Alianza Nacional Progresista), выдвинувший президентом Орасио Васкеса, лидера Красной партии, который стал в третий раз президентом страны 12 июля 1924 года, а в 1927 году решением Конгресса продлил свои полномочия с 4 до 6 лет, позволив оппонентам обосновать его нелегитимность. В 1925 году входящий в его правительство Рафаэль Эстрелья Уренья основал Республиканскую партию и позже договорился с командующим армией Рафаэлем Трухильо о сделке, по которой тот не станет препятствовать отстранению Васкеса, взамен получив право баллотироваться на новых выборах. После начала мятежа Трухильо, призванный к его подавлению, заявил о нейтралитете армии, вынудив Васкеса вместе с вице-президентом уйти в отставку, и 3 марта 1930 года Эстрелья был провозглашён исполняющим обязанности президента как действующий министр внутренних дел и полиции. По их соглашению Трухильо был выдвинут кандидатом в президенты от новообразованной Патриотической коалиции граждан, а когда стало ясно, что он будет единственным, кому армия позволит беспрепятственно вести предвыборную кампанию, другие претенденты сняли свои кандидатуры. Получив одобрение на состоявшихся 16 мая выборах, Трухильо стал президентом 16 августа 1930 года (назначив Эстрелью вице-президентом), положив начало Эре Трухильо (исп. Era de Trujillo), объявленной прокламацией Конгресса через месяц после его инаугурации. В составивший 31 год период своей абсолютной власти Трухильо дважды (с 1930 по 1938 годы и с 1942 по 1952 годы) занимал пост президента, в промежуточные годы оставляя церемониальные государственные дела марионеточным лицам, таким как его брат Эктор Трухильо. 2 августа 1931 года президент основал Доминиканскую партию, ставшую де-факто единственной легальной политической партией в стране.

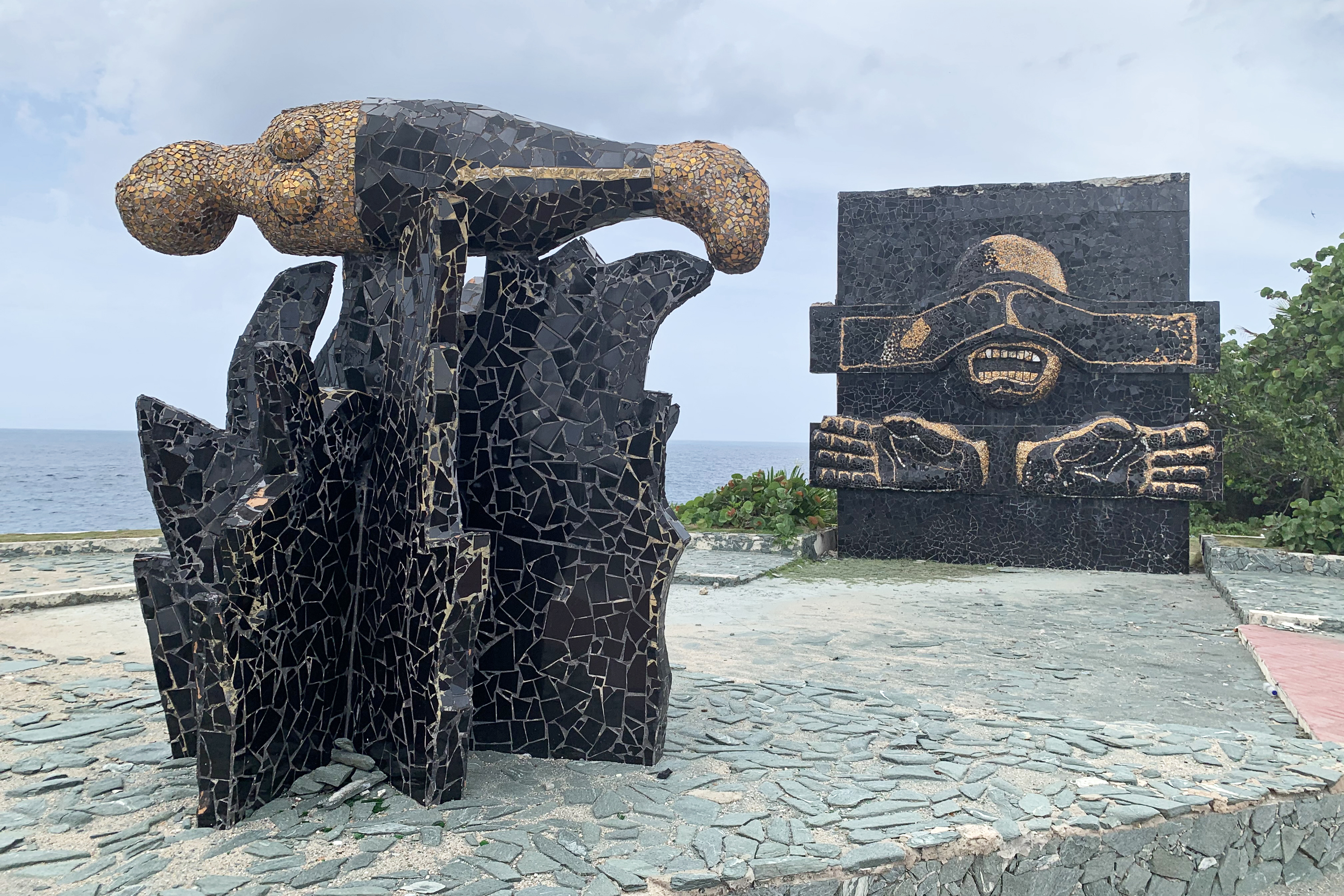
Мемориал Героям 30 мая на месте убийства Р. Трухильо

Демонтаж диктатуры стал возможен после успешного покушения на Трухильо, застреленного в автомобиле в пригороде столицы 30 мая 1961 года (участники и организаторы заговора были выявлены и казнены, сотни подозреваемых арестованы и подвергнуты пыткам). Связь заговорщиков с ЦРУ не была доказана, но являлась предметом исследования комиссией Чёрча. Первоначально фактическая власть перешла к признаваемому сыном Трухильо Рамфису, вернувшемуся из Франции и назначенному 1 июня 1961 года командующим армией. Дистанцировавшийся от репрессий президент Хоакин Балагер пообещал сформировать коалиционное правительство с целью выхода из изоляции, в которой режим находился после совершённого 24 июня 1960 года по приказу Трухильо покушения на венесуэльского президента Ромуло Бетанкура. В середине ноября согласился покинуть страну в обмен на отмену введённых в её отношении санкций ОАГ Трухильо-младший, днями позже при поддержке США был подавлен переворот, предпринятый его дядями (решающую роль в этом сыграло «восстание пилотов», 19 ноября 1961 года нанёсших по трухильистам бомбовые удары). По рекомендации Джона Кеннеди командующий авиабазой Педро Эчаваррия спустя 3 дня был назначен государственным секретарём вооружённых сил (исп. Secretario de Estado de las Fuerzas Armadas). По инициативе президента 28 декабря 1961 года на внеочередном съезде была распущена правящая Доминиканская партия. Заявивший о себе как непартийное движение оппозиции трухильизму Национальный гражданский союз потребовал формирования временного правительства во главе со своим лидером Вирьято Фьяльо, чему воспротивилось армейское командование; компромиссом стало создание 1 января 1962 года заменившего правительство и парламент Государственного совета (исп. Consejo de Estado) во главе с Бетанкуром, но с участием лидеров Национального гражданского союза. 16 января 1962 года Эчаваррия санкционировал государственный переворот и создание Военно-гражданского совета (исп. Consejo Cívico Militar), главой которого на следующей день стал Умберто Богаэрт, однако 18 января 1962 года другими офицерами Эчаваррия был арестован и восстановлены полномочия Государственного совета во главе с занимавшим при Балагере пост вице-президента Рафаэлем Боннельи.
Инаугурация победившего на выборах лидера Доминиканской революционной партии Хуана Боша состоялась 27 февраля 1963 года, а 6 апреля была принята новая либеральная конституция, за которой последовала реформа законодательства, направленное на ликвидацию латифундий в землевладении, секуляризацию социальных отношений, закрепление трудовых прав и свободы профсоюзов, реальное подчинение армии государству. Левая политика вызывала опасение США на фоне провозглашения социалистических целей кубинскими революционерами. 25 сентября 1963 года Бош был свергнут поддержанными США военными, сформировавшими Военную хунту национальных вооружённых сил (исп. Junta Militar de las Fuerzas Armadas de la Nación), через два дня передавшую полномочия триумвирату правых политиков (22 декабря 1963 года его первый глава Эмилио де лос Сантос ушёл с поста, узнав о расстреле пленных партизан, после чего президентом триумвирата был назначен Дональд Кабраль). Первым выступлением противников переворота стало сформированное 13 октября 1963 года спикером распущенного парламента Хуаном Гарридо временное конституционное правительство, которое призвал признать Хуан Бош, разогнанное Сантосом 4 ноября 1963 года. Успех сопутствовал сторонникам конституции 1963 года и восстановления Боша 25 апреля 1965 года, когда второй триумвират был свергнут, что привело к началу гражданской войны.
Курсивом и серым цветом выделены даты начала и окончания полномочий лиц, временно замещающих главу государства, либо лиц, возглавлявших альтернативные правительства.
|                 | Портрет              | Имя (годы жизни) | Полномочия       | Полномочия                                                                                            | Партия                                               | Выборы                                                                                 | Должность | Пр.                     |
| Начало          | Портрет              | Имя (годы жизни) | Окончание        | | Партия                                               | Выборы                                                                                 | Должность | Пр.                     |
| --------------- | -------------------- | --- | ---------------- | --- | ---------------------------------------------------- | -------------------------------------------------------------------------------------- | --- | ----------------------- |
| 33              |                      | Хуан Баутиста Висини Бургос (1871—1935) исп. Juan Bautista Vicini Burgos | 21 октября 1922  | 12 июля 1924                                                                                          | независимый                                          | [ комм. 117 ]                                                                          | временный президент республики исп. Presidente Provisional de la República                                                   | [ 160 ] [ 161 ] [ 162 ] |
| 25 (III)        |                      | Фелипе Орасио Васкес Лахара (1860—1936) исп. Felipe Horacio Vásquez Lajara | 12 июля 1924     | 2 марта 1930                                                                                          | Прогрессивный национальный альянс                    | 1924                                                                                   | президент республики исп. Presidente de la República                                                                         | [ 116 ] [ 117 ] [ 118 ] |
| и. о.           |                      | Хуан Рафаэль Эстрелья Уренья (1889—1945) исп. Juan Rafael Estrella Ureña | 3 марта 1930     | 16 августа 1930                                                                                       | Республиканская партия                               | [ комм. 120 ]                                                                          | исполняющий обязанности президента республики исп. Presidente interino de la República                                       | [ 163 ] [ 164 ] [ 165 ] |
| 34 (I—II)       |                      | Рафаэль Леонидас Трухильо Молина (1891—1961) исп. Rafael Leónidas Trujillo Molina | 16 августа 1930  | 16 августа 1934                                                                                       | Патриотическая коалиция граждан                      | 1930                                                                                   | президент республики исп. Presidente de la República                                                                         | [ 166 ] [ 167 ] [ 168 ] |
|                 | Доминиканская партия | Рафаэль Леонидас Трухильо Молина (1891—1961) исп. Rafael Leónidas Trujillo Molina | 16 августа 1930  | 16 августа 1934                                                                                       |                                                      | 1930                                                                                   | президент республики исп. Presidente de la República                                                                         | [ 166 ] [ 167 ] [ 168 ] |
| 16 августа 1934 | 16 августа 1938      | Рафаэль Леонидас Трухильо Молина (1891—1961) исп. Rafael Leónidas Trujillo Molina | 1934             | |                                                      |                                                                                        | президент республики исп. Presidente de la República                                                                         | [ 166 ] [ 167 ] [ 168 ] |
| 35              |                      | Хасинто Бьенвенидо Пейнадо-и-Пейнадо (1878—1940) исп. Jacinto Bienvenido Peynado y Peynado | 16 августа 1938  | 7 марта 1940                                                                                          | 1938                                                 | [ 169 ] [ 170 ] [ 171 ]                                                                | президент республики исп. Presidente de la República                                                                         |                         |
| 36              |                      | Мануэль де Хесус Мария Ульпьяно Тронкосо де ла Конча (1878—1955) исп. Manuel de Jesús María Ulpiano Troncoso de la Concha | 7 марта 1940     | 18 мая 1942                                                                                           | [ комм. 124 ]                                        | [ 172 ] [ 173 ] [ 174 ]                                                                | президент республики исп. Presidente de la República                                                                         |                         |
| и. о.           |                      | Рафаэль Леонидас Трухильо Молина (1891—1961) исп. Rafael Leónidas Trujillo Molina | 18 мая 1942      | 16 августа 1942                                                                                       | [ комм. 125 ]                                        | исполняющий обязанности президента республики исп. Presidente interino de la República | [ 166 ] [ 167 ] [ 168 ] |                         |
| 34 (III—IV)     | 16 августа 1942      | Рафаэль Леонидас Трухильо Молина (1891—1961) исп. Rafael Leónidas Trujillo Molina | 16 августа 1947  | 1942                                                                                                  | президент республики исп. Presidente de la República |                                                                                        | [ 166 ] [ 167 ] [ 168 ] |                         |
| 34 (III—IV)     | 16 августа 1947      | Рафаэль Леонидас Трухильо Молина (1891—1961) исп. Rafael Leónidas Trujillo Molina | 16 августа 1952  | 1947                                                                                                  | президент республики исп. Presidente de la República |                                                                                        | [ 166 ] [ 167 ] [ 168 ] |                         |
| и. о.           |                      | Эктор Бьенвенидо Трухильо Молина (1908—2002) исп. Héctor Bienvenido Trujillo Molina | 1 марта 1951     | 1 октября 1951                                                                                        | [ комм. 126 ]                                        | исполняющий обязанности президента республики исп. Presidente interino de la República | [ 175 ] [ 176 ] [ 177 ] |                         |
| 37 (I—II)       | 16 августа 1952      | Эктор Бьенвенидо Трухильо Молина (1908—2002) исп. Héctor Bienvenido Trujillo Molina | 16 августа 1957  | 1952                                                                                                  | президент республики исп. Presidente de la República |                                                                                        | [ 175 ] [ 176 ] [ 177 ] |                         |
| 37 (I—II)       | 16 августа 1957      | Эктор Бьенвенидо Трухильо Молина (1908—2002) исп. Héctor Bienvenido Trujillo Molina | 3 августа 1960   | 1957                                                                                                  | президент республики исп. Presidente de la República |                                                                                        | [ 175 ] [ 176 ] [ 177 ] |                         |
| 38 (I—II)       |                      | Хоакин Антонио Балагер Рикардо (1906—2002) исп. Joaquín Antonio Balaguer Ricardo | 3 августа 1960   | 1 января 1962                                                                                         | президент республики исп. Presidente de la República | [ комм. 128 ]                                                                          | [ 178 ] [ 179 ] [ 180 ] |                         |
|                 | независимый          | Хоакин Антонио Балагер Рикардо (1906—2002) исп. Joaquín Antonio Balaguer Ricardo | 3 августа 1960   | 1 января 1962                                                                                         | президент республики исп. Presidente de la República | [ комм. 128 ]                                                                          | [ 178 ] [ 179 ] [ 180 ] |                         |
| 1 января 1962   | 16 января 1962       | Хоакин Антонио Балагер Рикардо (1906—2002) исп. Joaquín Antonio Balaguer Ricardo | [ комм. 131 ]    | президент республики в Государственном совете исп. Presidente de la República en el Consejo de Estado |                                                      |                                                                                        | [ 178 ] [ 179 ] [ 180 ] |                         |
| —               |                      | Военно-гражданский совет в составе: Армандо Оскар Пачеко Роман (1901—1983) исп. Armando Óscar Pacheco Román Луис Эмилио Амьяма Тио (1914—1980) исп. Luis Emilio Amiama Tió Антонио Косме Имберт Баррера (1920—2016) исп. Antonio Cosme Imbert Barrera Энрике Рафаэль Вальдес Видаурре (1927—2003) исп. Enrique Rafael Valdez Vidaurre Вильфредо Медина Наталио (?—?) исп. Wilfredo Medina Natalio | 16 января 1962   | 17 января 1962                                                                                        | под контролем армии                                  | [ комм. 132 ]                                                                          | Военно-гражданский совет исп. Consejo Cívico Militar                                                                         | [ 143 ]                 |
| 39              |                      | Умберто Карлос Конрадо Годофред Богаэрт Роман (1901—1962) исп. Humberto Carlos Conrado Godofred Bogaert Román | 17 января 1962   | 18 января 1962                                                                                        | под контролем армии                                  | [ комм. 134 ]                                                                          | президент Военно-гражданского совета исп. Presidente del Consejo Cívico Militar                                              | [ 143 ]                 |
| 40              |                      | Рафаэль Филиберто Боннельи Фондеур (1904—1979) исп. Rafael Filiberto Bonnelly Fondeur | 18 января 1962   | 27 февраля 1963                                                                                       | независимый                                          | [ комм. 136 ]                                                                          | президент республики в Государственном совете исп. Presidente de la República en el Consejo de Estado                        | [ 181 ] [ 182 ] [ 183 ] |
| 41              |                      | Хуан Эмилио Бош-и-Гавиньо (1909—2001) исп. Juan Emilio Bosch y Gaviño | 27 февраля 1963  | 25 сентября 1963                                                                                      | Доминиканская революционная партия                   | 1962                                                                                   | президент республики исп. Presidente de la República                                                                         | [ 184 ] [ 185 ] [ 186 ] |
| 42              |                      | Виктор Эльвин Виньяс Роман (1925?—2004) исп. Víctor Elvin Viñas Román | 25 сентября 1963 | 26 сентября 1963                                                                                      | военный                                              | [ комм. 138 ]                                                                          | президент Военной хунты национальных вооружённых сил исп. Presidente de la Junta Militar de las Fuerzas Armadas de la Nación | [ 143 ]                 |
| 43              |                      | Эмилио де лос Сантос-и-Сальсие (1903—1986) исп. Emilio de los Santos y Salcié | 26 сентября 1963 | 22 декабря 1963                                                                                       | независимый                                          | [ комм. 139 ]                                                                          | президент триумвирата исп. Presidente del Triunvirato                                                                        | [ 156 ] [ 187 ]         |
| —               |                      | Хуан Касасновас Гарридо (1918—1998) исп. Juan Casasnovas Garrido | 13 октября 1963  | 4 ноября 1963                                                                                         | Доминиканская революционная партия                   | [ комм. 141 ]                                                                          | временный конституционный президент республики исп. Presidente Constitucional Provisional de la República                    | [ 143 ] [ 157 ] [ 158 ] |
| 44              |                      | Джозеф Дональд Рейд Кабраль (1923—2006) исп. Joseph Donald Reid Cabral | 22 декабря 1963  | 25 апреля 1965                                                                                        | Национальный гражданский союз                        | [ комм. 145 ]                                                                          | президент триумвирата исп. Presidente del Triunvirato                                                                        | [ 156 ] [ 188 ]         |

## Гражданская война (1965—1966)
Стремление части военных к восстановлению на посту президента Хуана Боша и принятой при нём либеральной конституции 1963 года, свергнувших 25 апреля 1965 года возглавляемый Дональдом Кабралем триумвират, назначенный и поддерживаемый другой группой военных (свергнувших Буша), привёл к началу гражданской войны между первыми («конституционалистами», исп. Bando Constitucionalista) и вторыми («лоялистами», исп. Bando Lealista). Стороны конфликта формировали существовавшие параллельно правительства, в короткие промежутки времени центральная власть отсутствовала вовсе. Кроме того, решающим фактором в конфликте стала повторная оккупация страны силами США, выступившими на стороне лоялистов (вскоре после высадки корпуса морской пехоты в Санто-Доминго-де-Гусмане 28 апреля 1965 года интервенции был придан статус операции Межамериканских сил мира с символическим участием латиноамериканских стран).
Созданный в первые часы Революционный комитет (исп. Comité revolucionario) объединял в своём составе будущих противников, таких как Франсиско Альберто Кааманьо Деньо и Педро Бартоломе Бенуа ван дер Хорст. Если созданное сторонниками Боша временное конституционное правительство во главе с Хосе Рафаэлем Молиной Уреньей спустя два дня было дезорганизовано с началом вооружённой борьбы, пока 4 мая 1965 года Каманьо не возобновил его работу, то лоялистов первоначально объединила военная хунта, которую 1 мая 1965 года согласился возглавить Бенуа ван дер Хорст, пока 7 мая 1965 года ими не было сформировано Правительство национальной реконструкции (исп. Gobierno de Reconstrucción Nacional) во главе с Антонио Имбертом Баррерой (одного из двух избежавших казни участников убийства в 1961 году Рафаэля Трухильо).
Перемирие сторон в виде подписанного 31 августа 1965 года с участием посреднической комиссии ОАГ «Доминиканский акт примирения» (исп. Acta de Reconciliación Dominicana) предусматривало создание переходного кабинета во главе с Эктором Гарсией Годоем (сформировано 3 сентября 1965 года), постепенный вывод иностранных сил и проведение выборов (состоялись 1 июня 1966 года).
| Сторона в конфликте                                       | Портрет                       | Имя (годы жизни) | Полномочия            | Полномочия            | Должность | Пр.                     |
| Сторона в конфликте                                       | Портрет                       | Имя (годы жизни) | Начало                | Окончание             | Должность | Пр.                     |
| --------------------------------------------------------- | ----------------------------- | --- | --------------------- | --------------------- | --- | ----------------------- |
| —                                                         |                               | Революционный комитет в составе: Винисио Антонио Фернандес Перес (?—?) исп. Vinicio Antonio Fernández Pérez Гьованни Гутьеррес Рамирес (?—?) исп. Giovanni Gutiérrez Ramírez Эладио Рамирес Санчес (?—?) исп. Eladio Ramírez Sánchez Франсиско Альберто Кааманьо Деньо (1932—1973) исп. Francisco Alberto Caamaño Deñó Педро Бартоломе Бенуа ван дер Хорст (1921—2012) исп. Pedro Bartolomé Benoît van der Horst | 25 апреля 1965 (часы) | 25 апреля 1965 (часы) | Революционный комитет исп. Comité revolucionario                                                             | [ 193 ] [ 194 ]         |
| конституционалисты исп. Bando Constitucionalista          |                               | Хосе Рафаэль Молина Уренья (1921—2000) исп. José Rafael Molina Ureña | 25 апреля 1965        | 27 апреля 1965        | временный конституционный президент республики исп. Presidente Constitucional Provisional de la República    | [ 196 ] [ 197 ]         |
| конституционалисты исп. Bando Constitucionalista          | правительство дезорганизовано | |                       |                       | |                         |
| конституционалисты исп. Bando Constitucionalista          |                               | Франсиско Альберто Кааманьо Деньо (1932—1973) исп. Francisco Alberto Caamaño Deñó | 4 мая 1965            | 3 сентября 1965       | конституционный президент республики исп. Presidente Constitucional de la República                          | [ 198 ] [ 199 ] [ 200 ] |
| лоялисты исп. Bando Lealista                              |                               | Педро Бартоломе Бенуа ван дер Хорст (1921—2012) исп. Pedro Bartolomé Benoit van der Horst | 1 мая 1965            | 7 мая 1965            | президент Временной правительственной хунты исп. Presidente de la Junta Militar de Gobierno                  | [ 201 ] [ 202 ] [ 203 ] |
| лоялисты исп. Bando Lealista                              |                               | Антонио Косме Имберт Баррера (1920—2016) исп. Antonio Cosme Imbert Barrera | 7 мая 1965            | 30 августа 1965       | президент Правительства национального восстановления исп. Presidente del Gobierno de Reconstrucción Nacional | [ 204 ] [ 205 ] [ 206 ] |
| лоялисты исп. Bando Lealista                              | правительство дезорганизовано | |                       |                       | |                         |
| 45 (переходное правительство исп. Gobierno de transición) |                               | Эктор Рафаэль Гарсия Годой Касерес (1921—1970) исп. Héctor Rafael García Godoy Cáceres | 3 сентября 1965       | 1 июня 1966           | временный президент республики исп. Presidente Provisional de la República                                   | [ 207 ] [ 208 ] [ 209 ] |

## Четвёртая республика (с 1966)

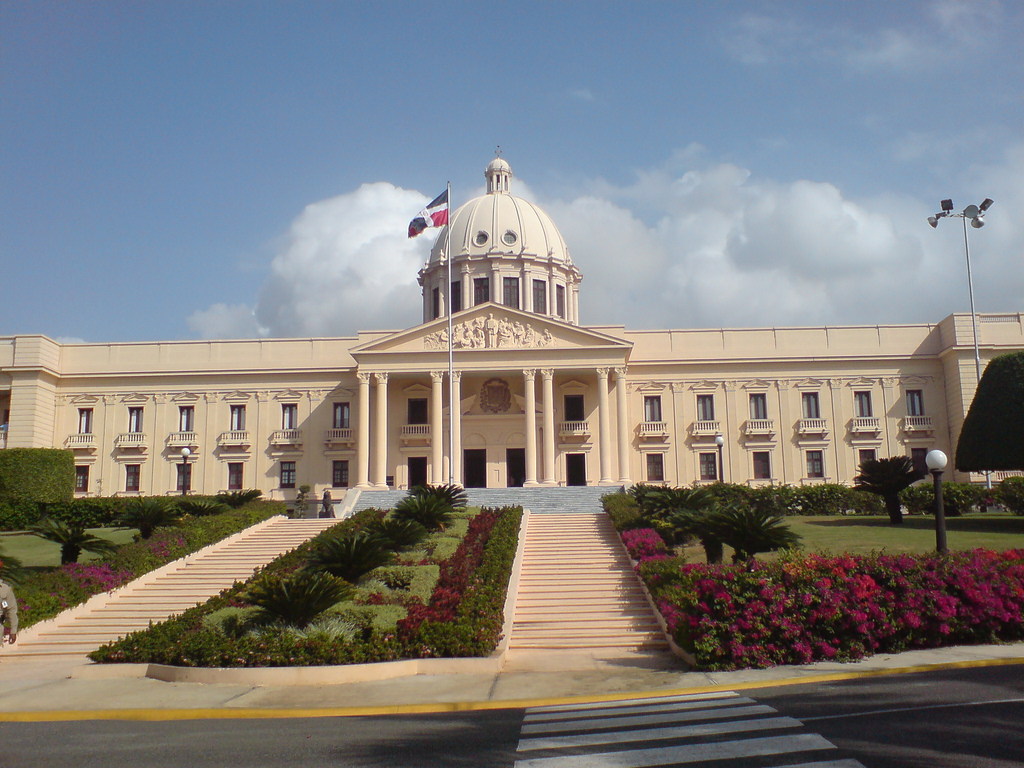
Национальный дворец, резиденция президента республики

На призванных завершить гражданскую войну состоявшихся 1 июня 1966 года выборах победу одержал лидер Реформистской партии Хоакин Антонио Балагер Рикардо (последний президент «Эры Трухильо»), который затем переизбирался в 1970 и 1974 годах.
Выборы 1978 года стали первыми, в которых оппозиция участвовала на относительно равных условиях; когда подсчёт голосов показал тенденцию успеха кандидата Доминиканской революционной партии Антонио Гусмана, армия попыталась совершить переворот и прервала подсчёт голосов, однако отступила на фоне протестов внутри страны и сильного давления из-за рубежа. Приведение Гусмана к присяге 16 августа 1978 года стало первым случаем мирной передачи власти избранному представителю оппозиции. После суицида Гусмана, покончившего с собой в воскресное утро 4 июля 1982 года в своём кабинете в Национальном дворце за 43 дня до завершения мандата, полномочия перешли вице-президенту Хакобо Мухлуте, а затем к выигравшему выборы 1982 года их однопартийцу Сальвадору Хорхе Бланко. Объединив в 1986 году свою Реформистскую партию с Социал-христианской революционной партией (исп. Partido Revolucionario Social Cristiano), Балагер в качестве кандидата от новой Христианско-социальной реформистской партии вновь смог одержать победу на выборах 1986, 1990 и 1994 годов (оставаясь главой государства до 90-летнего возраста). После выборов 1994 года, результаты которых оппозиция поставила под сомнение, с ней было достигнуто соглашение (Пакт о демократии, исп. Pacto por la democracia), по которому текущий мандат был ограничен двумя годами без права участия Балагера в досрочных выборах 1996 года. В последующем электоральный порядок в стране не нарушался.
|              | Портрет         | Имя (годы жизни)                                                                        | Полномочия      | Полномочия      | Партия                                      | Выборы        | Должность                                            | Пр.                     |
| Начало       | Портрет         | Имя (годы жизни)                                                                        | Окончание       |                 | Партия                                      | Выборы        | Должность                                            | Пр.                     |
| ------------ | --------------- | --------------------------------------------------------------------------------------- | --------------- | --------------- | ------------------------------------------- | ------------- | ---------------------------------------------------- | ----------------------- |
| 38 (III—V)   |                 | Хоакин Антонио Балагер Рикардо (1906—2002) исп. Joaquín Antonio Balaguer Ricardo        | 1 июля 1966     | 16 августа 1970 | Реформистская партия                        | 1966          | президент республики исп. Presidente de la República | [ 178 ] [ 179 ] [ 180 ] |
| 38 (III—V)   | 16 августа 1970 | Хоакин Антонио Балагер Рикардо (1906—2002) исп. Joaquín Antonio Balaguer Ricardo        | 16 августа 1974 | 1970            | Реформистская партия                        |               | президент республики исп. Presidente de la República | [ 178 ] [ 179 ] [ 180 ] |
| 38 (III—V)   | 16 августа 1974 | Хоакин Антонио Балагер Рикардо (1906—2002) исп. Joaquín Antonio Balaguer Ricardo        | 16 августа 1978 | 1974            | Реформистская партия                        |               | президент республики исп. Presidente de la República | [ 178 ] [ 179 ] [ 180 ] |
| 46           |                 | Сильвестре Антонио Гусман Фернандес (1911—1982) исп. Silvestre Antonio Guzmán Fernández | 16 августа 1978 | 4 июля 1982     | Доминиканская революционная партия          | 1978          | президент республики исп. Presidente de la República | [ 216 ] [ 219 ] [ 220 ] |
| 47           |                 | Хакобо Мухлута Асар (1934—1996) исп. Jacobo Majluta Azar                                | 4 июля 1982     | 16 августа 1982 | Доминиканская революционная партия          | [ комм. 148 ] | президент республики исп. Presidente de la República | [ 221 ]                 |
| 48           |                 | Хосе Сальвадор Омар Хорхе Бланко (1926—2010) исп. José Salvador Omar Jorge Blanco       | 16 августа 1982 | 16 августа 1986 | Доминиканская революционная партия          | 1982          | президент республики исп. Presidente de la República | [ 222 ] [ 223 ] [ 224 ] |
| 38 (VI—VIII) |                 | Хоакин Антонио Балагер Рикардо (1906—2002) исп. Joaquín Antonio Balaguer Ricardo        | 16 августа 1986 | 16 августа 1990 | Христианско-социальная реформистская партия | 1986          | президент республики исп. Presidente de la República | [ 178 ] [ 179 ] [ 180 ] |
| 38 (VI—VIII) | 16 августа 1990 | Хоакин Антонио Балагер Рикардо (1906—2002) исп. Joaquín Antonio Balaguer Ricardo        | 16 августа 1994 | 1990            | Христианско-социальная реформистская партия |               | президент республики исп. Presidente de la República | [ 178 ] [ 179 ] [ 180 ] |
| 38 (VI—VIII) | 16 августа 1994 | Хоакин Антонио Балагер Рикардо (1906—2002) исп. Joaquín Antonio Balaguer Ricardo        | 16 августа 1996 | 1994            | Христианско-социальная реформистская партия |               | президент республики исп. Presidente de la República | [ 178 ] [ 179 ] [ 180 ] |
| 49 (I)       |                 | Леонель Антонио Фернандес Рейна (1953—) исп. Leonel Antonio Fernández Reyna             | 16 августа 1996 | 16 августа 2000 | Доминиканская партия освобождения           | 1996          | президент республики исп. Presidente de la República | [ 225 ] [ 226 ] [ 227 ] |
| 50           |                 | Рафаэль Иполито Мехия Домингес (1941—) исп. Rafael Hipólito Mejía Domínguez             | 16 августа 2000 | 16 августа 2004 | Доминиканская революционная партия          | 2000          | президент республики исп. Presidente de la República | [ 228 ] [ 229 ] [ 230 ] |
| 49 (II—III)  |                 | Леонель Антонио Фернандес Рейна (1953—) исп. Leonel Antonio Fernández Reyna             | 16 августа 2004 | 16 августа 2008 | Доминиканская партия освобождения           | 2004          | президент республики исп. Presidente de la República | [ 225 ] [ 226 ] [ 227 ] |
| 49 (II—III)  | 16 августа 2008 | Леонель Антонио Фернандес Рейна (1953—) исп. Leonel Antonio Fernández Reyna             | 16 августа 2012 | 2008            | Доминиканская партия освобождения           |               | президент республики исп. Presidente de la República | [ 225 ] [ 226 ] [ 227 ] |
| 51 (I—II)    |                 | Данило Медина Санчес (1951—) исп. Danilo Medina Sánchez                                 | 16 августа 2012 | 16 августа 2016 | Доминиканская партия освобождения           | 2012          | президент республики исп. Presidente de la República | [ 231 ] [ 232 ] [ 233 ] |
| 51 (I—II)    | 16 августа 2016 | Данило Медина Санчес (1951—) исп. Danilo Medina Sánchez                                 | 16 августа 2020 | 2016            | Доминиканская партия освобождения           |               | президент республики исп. Presidente de la República | [ 231 ] [ 232 ] [ 233 ] |
| 52 (I—II)    |                 | Луис Родольфо Абинадер Корона (1967—) исп. Luis Rodolfo Abinader Corona                 | 16 августа 2020 | 16 августа 2024 | Современная революционная партия            | 2020          | президент республики исп. Presidente de la República | [ 234 ] [ 235 ] [ 236 ] |
| 52 (I—II)    | 16 августа 2024 | Луис Родольфо Абинадер Корона (1967—) исп. Luis Rodolfo Abinader Corona                 | действующий     | 2024            | Современная революционная партия            |               | президент республики исп. Presidente de la República | [ 234 ] [ 235 ] [ 236 ] |